# 2018-as IIHF jégkorong-világbajnokság
A 2018-as IIHF jégkorong-világbajnokságot Dániában rendezték. A világbajnokságon 16 válogatott vett részt. Dánia először volt a jégkorong-világbajnokság házigazdája. A vb-t a címvédő svéd válogatott nyerte, története során 11. alkalommal.

## Helyszínek
A Nemzetközi Jégkorongszövetség 2014. május 23-án döntött arról, hogy a világbajnokságot Dánia rendezi. Dánia 95, Lettország 12 szavazatot kapott.
| Herning                           | Koppenhága Herning · A 2018-as IIHF jégkorong-világbajnokság helyszínei | Koppenhága                   |
| Jyske Bank Boxen Férőhely: 12 000 | Koppenhága Herning · A 2018-as IIHF jégkorong-világbajnokság helyszínei | Royal Arena Férőhely: 12 500 |
|                                   | Koppenhága Herning · A 2018-as IIHF jégkorong-világbajnokság helyszínei |                              |

## Résztvevők
A világbajnokságon az alábbi 16 válogatott vett részt.
| Európa - Dánia† - Ausztria^ - Csehország* - Fehéroroszország* - Finnország* - Franciaország* - Lettország* - Németország* - Oroszország* | - Norvégia* - Svájc* - Svédország* - Szlovákia* Észak-Amerika - Kanada* - Egyesült Államok* Ázsia - Dél-Korea^ |

† = Rendező
* = A 2017-es IIHF jégkorong-világbajnokság első 14 helyének valamelyikén végzett.
^ = A 2017-es IIHF divízió I-es jégkorong-világbajnokság feljutói

## Kiemelés
A kiemelés és a csoportbeosztás a 2017-es IIHF-világranglistán alapult. A csapatok után zárójelben a világranglista-helyezés olvasható.
| A csoport - Oroszország (2) - Svédország (3) - Csehország (6) - Svájc (7) - Fehéroroszország (10) - Szlovákia (11) - Dánia (14) - Ausztria (16) | B csoport - Kanada (1) - Finnország (4) - Egyesült Államok (5) - Németország (8) - Norvégia (9) - Lettország (12) - Franciaország (13) - Dél-Korea (21) |

## Csoportkör

### A csoport
| Hely. | Csapat           | M | Gy | HGy | HV | V | G+ | G– | Gk  | P  | Továbbjutás vagy kiesés                    |
| ----- | ---------------- | - | -- | --- | -- | - | -- | -- | --- | -- | ------------------------------------------ |
| 1.    | Svédország       | 7 | 6  | 1   | 0  | 0 | 31 | 9  | +22 | 20 | Továbbjutott az egyenes kieséses szakaszba |
| 2.    | Oroszország      | 7 | 5  | 0   | 1  | 1 | 32 | 10 | +22 | 16 | Továbbjutott az egyenes kieséses szakaszba |
| 3.    | Csehország       | 7 | 3  | 3   | 0  | 1 | 27 | 15 | +12 | 15 | Továbbjutott az egyenes kieséses szakaszba |
| 4.    | Svájc            | 7 | 3  | 1   | 1  | 2 | 25 | 19 | +6  | 12 | Továbbjutott az egyenes kieséses szakaszba |
| 5.    | Szlovákia        | 7 | 3  | 0   | 2  | 2 | 19 | 20 | −1  | 11 |                                            |
| 6.    | Franciaország    | 7 | 2  | 0   | 0  | 5 | 13 | 29 | −16 | 6  |                                            |
| 7.    | Ausztria         | 7 | 1  | 0   | 1  | 5 | 13 | 30 | −17 | 4  |                                            |
| 8.    | Fehéroroszország | 7 | 0  | 0   | 0  | 7 | 8  | 36 | −28 | 0  | Kiesett a divízió I A-ba                   |

1. ↑  A szabályok szerint a két legalacsonyabban rangsorolt csapat eshetett ki, de a 2019-es világbajnokság rendezője (Szlovákia) nem eshetett ki.[2]

| 2018. május 4. 20:15 | Oroszország | 7–0 (3–0, 1–0, 3–0) | Franciaország | Royal Arena, Koppenhága Nézőszám: 6453 |

| Jegyzőkönyv | Jegyzőkönyv       | Jegyzőkönyv | Jegyzőkönyv                  | Jegyzőkönyv                                                                       |
| --- | ----------------- | ----------- | ---------------------------- | --------------------------------------------------------------------------------- |
| | Vasily Koshechkin | Kapusok     | Florian Hardy Ronan Quemener | Játékvezetők: Jan Hribik Mikael Sjöqvist Vonalbírók: Peter Šefčík Sakari Suominen |
| \| Kaprizov (Dadonov, Zaitsev) – 07:08 \| 1–0 \| \| \| Buchnevich (Grigorenko, Nesterov) (PP) – 08:18 \| 2–0 \| \| \| Dadonov (Kaprizov, Khafizullin) – 10:22 \| 3–0 \| \| \| Kaprizov (Datsyuk, Zaitsev) – 37:59 \| 4–0 \| \| \| Barabanov (Kiselevich, Kablukov) – 42:36 \| 5–0 \| \| \| Shalunov (Datsyuk, Khafizullin) (PP) – 44:50 \| 6–0 \| \| \| Anisimov (Nesterov, Grigorenko) (PP) – 57:13 \| 7–0 \| \| |                   |             |                              | Játékvezetők: Jan Hribik Mikael Sjöqvist Vonalbírók: Peter Šefčík Sakari Suominen |
| 6 perc | Büntetések        | 8 perc      |                              | Játékvezetők: Jan Hribik Mikael Sjöqvist Vonalbírók: Peter Šefčík Sakari Suominen |
| 39 | Lövések           | 10          |                              | Játékvezetők: Jan Hribik Mikael Sjöqvist Vonalbírók: Peter Šefčík Sakari Suominen |
| Kaprizov (Dadonov, Zaitsev) – 07:08 | 1–0               |             |                              | Játékvezetők: Jan Hribik Mikael Sjöqvist Vonalbírók: Peter Šefčík Sakari Suominen |
| Buchnevich (Grigorenko, Nesterov) (PP) – 08:18 | 2–0               |             |                              | Játékvezetők: Jan Hribik Mikael Sjöqvist Vonalbírók: Peter Šefčík Sakari Suominen |
| Dadonov (Kaprizov, Khafizullin) – 10:22 | 3–0               |             |                              | Játékvezetők: Jan Hribik Mikael Sjöqvist Vonalbírók: Peter Šefčík Sakari Suominen |
| Kaprizov (Datsyuk, Zaitsev) – 37:59 | 4–0               |             |                              |                                                                                   |
| Barabanov (Kiselevich, Kablukov) – 42:36 | 5–0               |             |                              |                                                                                   |
| Shalunov (Datsyuk, Khafizullin) (PP) – 44:50 | 6–0               |             |                              |                                                                                   |
| Anisimov (Nesterov, Grigorenko) (PP) – 57:13 | 7–0               |             |                              |                                                                                   |

| 2018. május 4. 16:15 | Svédország | 5–0 (2–0, 2–0, 1–0) | Fehéroroszország | Royal Arena, Koppenhága Nézőszám: 10 884 |

| Jegyzőkönyv | Jegyzőkönyv     | Jegyzőkönyv | Jegyzőkönyv                      | Jegyzőkönyv                                                                             |
| --- | --------------- | ----------- | -------------------------------- | --------------------------------------------------------------------------------------- |
| | Magnus Hellberg | Kapusok     | Ivan Kulbakov Mikhail Karnaukhov | Játékvezetők: Mikko Kaukokari Tobias Wehrli Vonalbírók: Miroslav Lhotský Dustin McCrank |
| \| Andersson (Kempe, Everberg) – 09:17 \| 1–0 \| \| \| Nyquist (Klingberg, Lindholm) – 09:45 \| 2–0 \| \| \| Janmark (Rakell, Zibanejad) – 23:49 \| 3–0 \| \| \| Rakell – 33:45 \| 4–0 \| \| \| Zibanejad (Janmark, Rakell) – 56:11 \| 5–0 \| \| |                 |             |                                  | Játékvezetők: Mikko Kaukokari Tobias Wehrli Vonalbírók: Miroslav Lhotský Dustin McCrank |
| 8 perc | Büntetések      | 4 perc      |                                  | Játékvezetők: Mikko Kaukokari Tobias Wehrli Vonalbírók: Miroslav Lhotský Dustin McCrank |
| 36 | Lövések         | 27          |                                  | Játékvezetők: Mikko Kaukokari Tobias Wehrli Vonalbírók: Miroslav Lhotský Dustin McCrank |
| Andersson (Kempe, Everberg) – 09:17 | 1–0             |             |                                  | Játékvezetők: Mikko Kaukokari Tobias Wehrli Vonalbírók: Miroslav Lhotský Dustin McCrank |
| Nyquist (Klingberg, Lindholm) – 09:45 | 2–0             |             |                                  | Játékvezetők: Mikko Kaukokari Tobias Wehrli Vonalbírók: Miroslav Lhotský Dustin McCrank |
| Janmark (Rakell, Zibanejad) – 23:49 | 3–0             |             |                                  | Játékvezetők: Mikko Kaukokari Tobias Wehrli Vonalbírók: Miroslav Lhotský Dustin McCrank |
| Rakell – 33:45 | 4–0             |             |                                  |                                                                                         |
| Zibanejad (Janmark, Rakell) – 56:11 | 5–0             |             |                                  |                                                                                         |

| 2018. május 5. 12:15 | Svájc | 3–2 (h.u.) (1–0, 1–1, 0–1) (h.u.: 1–0) | Ausztria | Royal Arena, Koppenhága Nézőszám: 5019 |

| Jegyzőkönyv | Jegyzőkönyv     | Jegyzőkönyv                                | Jegyzőkönyv        | Jegyzőkönyv                                                                            |
| --- | --------------- | ------------------------------------------ | ------------------ | -------------------------------------------------------------------------------------- |
| | Leonardo Genoni | Kapusok                                    | Bernhard Starkbaum | Játékvezetők: Konstantin Olenin Mikael Sjöqvist Vonalbírók: Dmitri Golyak Gleb Lazarev |
| \| Niederreiter (Corvi) – 18:28 \| 1–0 \| \| \| Haas (Scherwey, Müller) – 24:14 \| 2–0 \| \| \| \| 2–1 \| 34:50 – Zwerger (Rauchenwald, Haudum) (PP) \| \| \| 2–2 \| 46:28 – Ganahl (Schneider) \| \| Corvi (Niederreiter) – 63:18 \| 3–2 \| \| |                 |                                            |                    | Játékvezetők: Konstantin Olenin Mikael Sjöqvist Vonalbírók: Dmitri Golyak Gleb Lazarev |
| 29 perc | Büntetések      | 6 perc                                     |                    | Játékvezetők: Konstantin Olenin Mikael Sjöqvist Vonalbírók: Dmitri Golyak Gleb Lazarev |
| 41 | Lövések         | 19                                         |                    | Játékvezetők: Konstantin Olenin Mikael Sjöqvist Vonalbírók: Dmitri Golyak Gleb Lazarev |
| Niederreiter (Corvi) – 18:28 | 1–0             |                                            |                    | Játékvezetők: Konstantin Olenin Mikael Sjöqvist Vonalbírók: Dmitri Golyak Gleb Lazarev |
| Haas (Scherwey, Müller) – 24:14 | 2–0             |                                            |                    | Játékvezetők: Konstantin Olenin Mikael Sjöqvist Vonalbírók: Dmitri Golyak Gleb Lazarev |
| | 2–1             | 34:50 – Zwerger (Rauchenwald, Haudum) (PP) |                    | Játékvezetők: Konstantin Olenin Mikael Sjöqvist Vonalbírók: Dmitri Golyak Gleb Lazarev |
| | 2–2             | 46:28 – Ganahl (Schneider)                 |                    |                                                                                        |
| Corvi (Niederreiter) – 63:18 | 3–2             |                                            |                    |                                                                                        |

| 2018. május 5. 16:15 | Franciaország | 6–2 (2–1, 1–0, 3–1) | Fehéroroszország | Royal Arena, Koppenhága Nézőszám: 6529 |

| Jegyzőkönyv | Jegyzőkönyv   | Jegyzőkönyv                                   | Jegyzőkönyv                      | Jegyzőkönyv                                                                       |
| --- | ------------- | --------------------------------------------- | -------------------------------- | --------------------------------------------------------------------------------- |
| | Florian Hardy | Kapusok                                       | Ivan Kulbakov Mikhail Karnaukhov | Játékvezetők: Oliver Gouin Mark Lemelin Vonalbírók: Nicolas Fluri Sakari Suominen |
| \| Fleury (S. Da Costa, Rech) – 03:33 \| 1–0 \| \| \| S. Da Costa (Janil) – 13:33 \| 2–0 \| \| \| \| 2–1 \| 19:36 – Pavlovich (Razvadovsky, Vorobey) (PP) \| \| Lampérier (Claireaux, Hecquefeuille) – 38:42 \| 3–1 \| \| \| Manavian (S. Da Costa, Fleury) (PP2) – 42:17 \| 4–1 \| \| \| Guttig (Perret) – 47:57 \| 5–1 \| \| \| \| 5–2 \| 54:46 – Vorobey (Platt, Korobov) (PP) \| \| Perret (Leclerc, Hecquefeuille) (PP) – 57:56 \| 6–2 \| \| |               |                                               |                                  | Játékvezetők: Oliver Gouin Mark Lemelin Vonalbírók: Nicolas Fluri Sakari Suominen |
| 10 perc | Büntetések    | 16 perc                                       |                                  | Játékvezetők: Oliver Gouin Mark Lemelin Vonalbírók: Nicolas Fluri Sakari Suominen |
| 30 | Lövések       | 40                                            |                                  | Játékvezetők: Oliver Gouin Mark Lemelin Vonalbírók: Nicolas Fluri Sakari Suominen |
| Fleury (S. Da Costa, Rech) – 03:33 | 1–0           |                                               |                                  | Játékvezetők: Oliver Gouin Mark Lemelin Vonalbírók: Nicolas Fluri Sakari Suominen |
| S. Da Costa (Janil) – 13:33 | 2–0           |                                               |                                  | Játékvezetők: Oliver Gouin Mark Lemelin Vonalbírók: Nicolas Fluri Sakari Suominen |
| | 2–1           | 19:36 – Pavlovich (Razvadovsky, Vorobey) (PP) |                                  | Játékvezetők: Oliver Gouin Mark Lemelin Vonalbírók: Nicolas Fluri Sakari Suominen |
| Lampérier (Claireaux, Hecquefeuille) – 38:42 | 3–1           |                                               |                                  |                                                                                   |
| Manavian (S. Da Costa, Fleury) (PP2) – 42:17 | 4–1           |                                               |                                  |                                                                                   |
| Guttig (Perret) – 47:57 | 5–1           |                                               |                                  |                                                                                   |
| | 5–2           | 54:46 – Vorobey (Platt, Korobov) (PP)         |                                  |                                                                                   |
| Perret (Leclerc, Hecquefeuille) (PP) – 57:56 | 6–2           |                                               |                                  |                                                                                   |

| 2018. május 5. 20:15 | Csehország | 3–2 (h.u.) (0–1, 1–1, 1–0) (h.u.: 1–0) | Szlovákia | Royal Arena, Koppenhága Nézőszám: 12 490 |

| Jegyzőkönyv | Jegyzőkönyv    | Jegyzőkönyv                         | Jegyzőkönyv  | Jegyzőkönyv                                                                              |
| --- | -------------- | ----------------------------------- | ------------ | ---------------------------------------------------------------------------------------- |
| | Pavel Francouz | Kapusok                             | Marek Čiliak | Játékvezetők: Mikko Kaukokari Timothy Mayer Vonalbírók: Andreas Malmqvist Dustin McCrank |
| \| \| 0–1 \| 07:33 – Krištof (Sekera, Nagy) (PP) \| \| Kubalík (Nestrašil, Jaškin) – 21:04 \| 1–1 \| \| \| \| 1–2 \| 25:29 – Sekera (Nagy) (PP) \| \| Nečas (Kubalík) (EA) – 59:50 \| 2–2 \| \| \| Jaškin (Polášek, Nestrašil) – 62:09 \| 3–2 \| \| |                |                                     |              | Játékvezetők: Mikko Kaukokari Timothy Mayer Vonalbírók: Andreas Malmqvist Dustin McCrank |
| 6 perc | Büntetések     | 6 perc                              |              | Játékvezetők: Mikko Kaukokari Timothy Mayer Vonalbírók: Andreas Malmqvist Dustin McCrank |
| 42 | Lövések        | 17                                  |              | Játékvezetők: Mikko Kaukokari Timothy Mayer Vonalbírók: Andreas Malmqvist Dustin McCrank |
| | 0–1            | 07:33 – Krištof (Sekera, Nagy) (PP) |              | Játékvezetők: Mikko Kaukokari Timothy Mayer Vonalbírók: Andreas Malmqvist Dustin McCrank |
| Kubalík (Nestrašil, Jaškin) – 21:04 | 1–1            |                                     |              | Játékvezetők: Mikko Kaukokari Timothy Mayer Vonalbírók: Andreas Malmqvist Dustin McCrank |
| | 1–2            | 25:29 – Sekera (Nagy) (PP)          |              | Játékvezetők: Mikko Kaukokari Timothy Mayer Vonalbírók: Andreas Malmqvist Dustin McCrank |
| Nečas (Kubalík) (EA) – 59:50 | 2–2            |                                     |              |                                                                                          |
| Jaškin (Polášek, Nestrašil) – 62:09 | 3–2            |                                     |              |                                                                                          |

| 2018. május 6. 12:15 | Ausztria | 0–7 (0–3, 0–3, 0–1) | Oroszország | Royal Arena, Koppenhága Nézőszám: 9502 |

| Jegyzőkönyv | Jegyzőkönyv    | Jegyzőkönyv                            | Jegyzőkönyv                        | Jegyzőkönyv                                                                         |
| --- | -------------- | -------------------------------------- | ---------------------------------- | ----------------------------------------------------------------------------------- |
| | David Madlener | Kapusok                                | Vasily Koshechkin Igor Shestyorkin | Játékvezetők: Timothy Mayer Tobias Wehrli Vonalbírók: Miroslav Lhotský Peter Šefčík |
| \| \| 0–1 \| 09:34 – Grigorenko \| \| \| 0–2 \| 11:42 – Anisimov (Buchnevich) \| \| \| 0–3 \| 13:19 – Barabanov (Mikheyev, Yakovlev) \| \| \| 0–4 \| 23:52 – Grigorenko (Anisimov) \| \| \| 0–5 \| 29:07 – Kaprizov (Datsyuk, Dadonov) \| \| \| 0–6 \| 37:58 – Mamin (Kaprizov) \| \| \| 0–7 \| 53:55 – Mikheyev \| |                |                                        |                                    | Játékvezetők: Timothy Mayer Tobias Wehrli Vonalbírók: Miroslav Lhotský Peter Šefčík |
| 2 perc | Büntetések     | 2 perc                                 |                                    | Játékvezetők: Timothy Mayer Tobias Wehrli Vonalbírók: Miroslav Lhotský Peter Šefčík |
| 18 | Lövések        | 41                                     |                                    | Játékvezetők: Timothy Mayer Tobias Wehrli Vonalbírók: Miroslav Lhotský Peter Šefčík |
| | 0–1            | 09:34 – Grigorenko                     |                                    | Játékvezetők: Timothy Mayer Tobias Wehrli Vonalbírók: Miroslav Lhotský Peter Šefčík |
| | 0–2            | 11:42 – Anisimov (Buchnevich)          |                                    | Játékvezetők: Timothy Mayer Tobias Wehrli Vonalbírók: Miroslav Lhotský Peter Šefčík |
| | 0–3            | 13:19 – Barabanov (Mikheyev, Yakovlev) |                                    | Játékvezetők: Timothy Mayer Tobias Wehrli Vonalbírók: Miroslav Lhotský Peter Šefčík |
| | 0–4            | 23:52 – Grigorenko (Anisimov)          |                                    |                                                                                     |
| | 0–5            | 29:07 – Kaprizov (Datsyuk, Dadonov)    |                                    |                                                                                     |
| | 0–6            | 37:58 – Mamin (Kaprizov)               |                                    |                                                                                     |
| | 0–7            | 53:55 – Mikheyev                       |                                    |                                                                                     |

| 2018. május 6. 16:15 | Svédország | 3–2 (2–0, 0–1, 1–1) | Csehország | Royal Arena, Koppenhága Nézőszám: 12 490 |

| Jegyzőkönyv | Jegyzőkönyv     | Jegyzőkönyv                           | Jegyzőkönyv   | Jegyzőkönyv                                                                          |
| --- | --------------- | ------------------------------------- | ------------- | ------------------------------------------------------------------------------------ |
| | Magnus Hellberg | Kapusok                               | David Rittich | Játékvezetők: Mark Lemelin Konstantin Olenin Vonalbírók: Nicolas Fluri Dmitri Golyak |
| \| Rakell (Janmark-Nylén, Lindholm) – 04:49 \| 1–0 \| \| \| Janmark-Nylén (Rakell) (PP) – 07:13 \| 2–0 \| \| \| \| 2–1 \| 33:10 – Hronek (Červenka, Hyka) (PP2) \| \| Zibanejad (Rakell) – 43:11 \| 3–1 \| \| \| \| 3–2 \| 55:46 – Hyka (Faksa) (PP) \| |                 |                                       |               | Játékvezetők: Mark Lemelin Konstantin Olenin Vonalbírók: Nicolas Fluri Dmitri Golyak |
| 12 perc | Büntetések      | 10 perc                               |               | Játékvezetők: Mark Lemelin Konstantin Olenin Vonalbírók: Nicolas Fluri Dmitri Golyak |
| 27 | Lövések         | 25                                    |               | Játékvezetők: Mark Lemelin Konstantin Olenin Vonalbírók: Nicolas Fluri Dmitri Golyak |
| Rakell (Janmark-Nylén, Lindholm) – 04:49 | 1–0             |                                       |               | Játékvezetők: Mark Lemelin Konstantin Olenin Vonalbírók: Nicolas Fluri Dmitri Golyak |
| Janmark-Nylén (Rakell) (PP) – 07:13 | 2–0             |                                       |               | Játékvezetők: Mark Lemelin Konstantin Olenin Vonalbírók: Nicolas Fluri Dmitri Golyak |
| | 2–1             | 33:10 – Hronek (Červenka, Hyka) (PP2) |               | Játékvezetők: Mark Lemelin Konstantin Olenin Vonalbírók: Nicolas Fluri Dmitri Golyak |
| Zibanejad (Rakell) – 43:11 | 3–1             |                                       |               |                                                                                      |
| | 3–2             | 55:46 – Hyka (Faksa) (PP)             |               |                                                                                      |

| 2018. május 6. 20:15 | Szlovákia | 0–2 (0–1, 0–1, 0–0) | Svájc | Royal Arena, Koppenhága Nézőszám: 10 915 |

| Jegyzőkönyv                                                                                    | Jegyzőkönyv  | Jegyzőkönyv                     | Jegyzőkönyv | Jegyzőkönyv                                                                      |
| ---------------------------------------------------------------------------------------------- | ------------ | ------------------------------- | ----------- | -------------------------------------------------------------------------------- |
|                                                                                                | Marek Čiliak | Kapusok                         | Reto Berra  | Játékvezetők: Oliver Gouin Jan Hribik Vonalbírók: Gleb Lazarev Andreas Malmqvist |
| \| \| 0–1 \| 11:06 – Scherwey (Diaz, Müller) \| \| \| 0–2 \| 20:22 – Müller (Scherwey) (SH) \| |              |                                 |             | Játékvezetők: Oliver Gouin Jan Hribik Vonalbírók: Gleb Lazarev Andreas Malmqvist |
| 6 perc                                                                                         | Büntetések   | 4 perc                          |             | Játékvezetők: Oliver Gouin Jan Hribik Vonalbírók: Gleb Lazarev Andreas Malmqvist |
| 25                                                                                             | Lövések      | 26                              |             | Játékvezetők: Oliver Gouin Jan Hribik Vonalbírók: Gleb Lazarev Andreas Malmqvist |
|                                                                                                | 0–1          | 11:06 – Scherwey (Diaz, Müller) |             | Játékvezetők: Oliver Gouin Jan Hribik Vonalbírók: Gleb Lazarev Andreas Malmqvist |
|                                                                                                | 0–2          | 20:22 – Müller (Scherwey) (SH)  |             | Játékvezetők: Oliver Gouin Jan Hribik Vonalbírók: Gleb Lazarev Andreas Malmqvist |

| 2018. május 7. 16:15 | Fehéroroszország | 0–6 (0–1, 0–3, 0–2) | Oroszország | Royal Arena, Koppenhága Nézőszám: 6360 |

| Jegyzőkönyv | Jegyzőkönyv | Jegyzőkönyv                                  | Jegyzőkönyv      | Jegyzőkönyv                                                                               |
| --- | ----------- | -------------------------------------------- | ---------------- | ----------------------------------------------------------------------------------------- |
| | Vitali Trus | Kapusok                                      | Igor Shestyorkin | Játékvezetők: Mikko Kaukokari Mikael Sjöqvist Vonalbírók: Miroslav Lhotský Dustin McCrank |
| \| \| 0–1 \| 05:27 – Datsyuk (Dadonov) \| \| \| 0–2 \| 25:55 – Shalunov (Barabanov, Kablukov) \| \| \| 0–3 \| 29:25 – Kablukov (Barabanov, Tryamkin) \| \| \| 0–4 \| 39:26 – Datsyuk (Khafizullin, Shalunov) (PP) \| \| \| 0–5 \| 45:16 – Mamin (Zaitsev) \| \| \| 0–6 \| 47:37 – Kaprizov (Datsyuk, Dadonov) \| |             |                                              |                  | Játékvezetők: Mikko Kaukokari Mikael Sjöqvist Vonalbírók: Miroslav Lhotský Dustin McCrank |
| 4 perc | Büntetések  | 2 perc                                       |                  | Játékvezetők: Mikko Kaukokari Mikael Sjöqvist Vonalbírók: Miroslav Lhotský Dustin McCrank |
| 18 | Lövések     | 27                                           |                  | Játékvezetők: Mikko Kaukokari Mikael Sjöqvist Vonalbírók: Miroslav Lhotský Dustin McCrank |
| | 0–1         | 05:27 – Datsyuk (Dadonov)                    |                  | Játékvezetők: Mikko Kaukokari Mikael Sjöqvist Vonalbírók: Miroslav Lhotský Dustin McCrank |
| | 0–2         | 25:55 – Shalunov (Barabanov, Kablukov)       |                  | Játékvezetők: Mikko Kaukokari Mikael Sjöqvist Vonalbírók: Miroslav Lhotský Dustin McCrank |
| | 0–3         | 29:25 – Kablukov (Barabanov, Tryamkin)       |                  | Játékvezetők: Mikko Kaukokari Mikael Sjöqvist Vonalbírók: Miroslav Lhotský Dustin McCrank |
| | 0–4         | 39:26 – Datsyuk (Khafizullin, Shalunov) (PP) |                  |                                                                                           |
| | 0–5         | 45:16 – Mamin (Zaitsev)                      |                  |                                                                                           |
| | 0–6         | 47:37 – Kaprizov (Datsyuk, Dadonov)          |                  |                                                                                           |

| 2018. május 7. 20:15 | Svédország | 4–0 (2–0, 1–0, 1–0) | Franciaország | Royal Arena, Koppenhága Nézőszám: 7218 |

| Jegyzőkönyv | Jegyzőkönyv    | Jegyzőkönyv | Jegyzőkönyv    | Jegyzőkönyv                                                                     |
| --- | -------------- | ----------- | -------------- | ------------------------------------------------------------------------------- |
| | Anders Nilsson | Kapusok     | Ronan Quemener | Játékvezetők: Jan Hribik Tobias Wehrli Vonalbírók: Peter Šefčík Sakari Suominen |
| \| Rakell (A. Larsson, Janmark-Nylén) – 00:24 \| 1–0 \| \| \| Backlund (Pettersson, Lindholm) (PP) – 05:54 \| 2–0 \| \| \| Ekman-Larsson (A. Larsson, Kempe) – 27:51 \| 3–0 \| \| \| Pettersson (Klingberg, Ekman-Larsson) (PP) – 55:40 \| 4–0 \| \| |                |             |                | Játékvezetők: Jan Hribik Tobias Wehrli Vonalbírók: Peter Šefčík Sakari Suominen |
| 12 perc | Büntetések     | 24 perc     |                | Játékvezetők: Jan Hribik Tobias Wehrli Vonalbírók: Peter Šefčík Sakari Suominen |
| 35 | Lövések        | 14          |                | Játékvezetők: Jan Hribik Tobias Wehrli Vonalbírók: Peter Šefčík Sakari Suominen |
| Rakell (A. Larsson, Janmark-Nylén) – 00:24 | 1–0            |             |                | Játékvezetők: Jan Hribik Tobias Wehrli Vonalbírók: Peter Šefčík Sakari Suominen |
| Backlund (Pettersson, Lindholm) (PP) – 05:54 | 2–0            |             |                | Játékvezetők: Jan Hribik Tobias Wehrli Vonalbírók: Peter Šefčík Sakari Suominen |
| Ekman-Larsson (A. Larsson, Kempe) – 27:51 | 3–0            |             |                | Játékvezetők: Jan Hribik Tobias Wehrli Vonalbírók: Peter Šefčík Sakari Suominen |
| Pettersson (Klingberg, Ekman-Larsson) (PP) – 55:40 | 4–0            |             |                |                                                                                 |

| 2018. május 8. 16:15 | Ausztria | 2–4 (1–1, 0–2, 1–1) | Szlovákia | Royal Arena, Koppenhága Nézőszám: 6094 |

| Jegyzőkönyv | Jegyzőkönyv        | Jegyzőkönyv                      | Jegyzőkönyv  | Jegyzőkönyv                                                                             |
| --- | ------------------ | -------------------------------- | ------------ | --------------------------------------------------------------------------------------- |
| | Bernhard Starkbaum | Kapusok                          | Patrik Rybár | Játékvezetők: Brett Iverson Mikael Sjöqvist Vonalbírók: Nicolas Fluri Andreas Malmqvist |
| \| Lebler (Hofer, Viveiros) – 01:33 \| 1–0 \| \| \| \| 1–1 \| 04:13 – Haščák (Hovorka, Ďaloga) \| \| \| 1–2 \| 22:13 – Jurčo (Nagy, Fehérváry) \| \| \| 1–3 \| 29:00 – Jaroš (Fehérváry) \| \| Schneider (Raffl) – 41:43 \| 2–3 \| \| \| \| 2–4 \| 59:29 – Krištof (ENG) \| |                    |                                  |              | Játékvezetők: Brett Iverson Mikael Sjöqvist Vonalbírók: Nicolas Fluri Andreas Malmqvist |
| 8 perc | Büntetések         | 4 perc                           |              | Játékvezetők: Brett Iverson Mikael Sjöqvist Vonalbírók: Nicolas Fluri Andreas Malmqvist |
| 22 | Lövések            | 30                               |              | Játékvezetők: Brett Iverson Mikael Sjöqvist Vonalbírók: Nicolas Fluri Andreas Malmqvist |
| Lebler (Hofer, Viveiros) – 01:33 | 1–0                |                                  |              | Játékvezetők: Brett Iverson Mikael Sjöqvist Vonalbírók: Nicolas Fluri Andreas Malmqvist |
| | 1–1                | 04:13 – Haščák (Hovorka, Ďaloga) |              | Játékvezetők: Brett Iverson Mikael Sjöqvist Vonalbírók: Nicolas Fluri Andreas Malmqvist |
| | 1–2                | 22:13 – Jurčo (Nagy, Fehérváry)  |              | Játékvezetők: Brett Iverson Mikael Sjöqvist Vonalbírók: Nicolas Fluri Andreas Malmqvist |
| | 1–3                | 29:00 – Jaroš (Fehérváry)        |              |                                                                                         |
| Schneider (Raffl) – 41:43 | 2–3                |                                  |              |                                                                                         |
| | 2–4                | 59:29 – Krištof (ENG)            |              |                                                                                         |

| 2018. május 8. 20:15 | Csehország | 5–4 (sz.) (1–1, 3–3, 0–0) (h.u.: 0–0) (h.u.: 1–0) | Svájc | Royal Arena, Koppenhága Nézőszám: 6226 |

| Jegyzőkönyv | Jegyzőkönyv    | Jegyzőkönyv                                    | Jegyzőkönyv     | Jegyzőkönyv                                                                      |
| --- | -------------- | ---------------------------------------------- | --------------- | -------------------------------------------------------------------------------- |
| | Pavel Francouz | Kapusok                                        | Leonardo Genoni | Játékvezetők: Roman Gofman Stephen Reneau Vonalbírók: Dmitri Golyak Gleb Lazarev |
| \| \| 0–1 \| 11:13 – Niederreiter (Hofmann) (PP) \| \| Kubalík (Nečas) (PP) – 16:21 \| 1–1 \| \| \| \| 1–2 \| 20:47 – Hofmann (Andrighetto, Diaz) (PP) \| \| \| 1–3 \| 22:07 – Moser (Vermin, Müller) \| \| Moravčík (Sklenička, Hyka) – 24:09 \| 2–3 \| \| \| \| 2–4 \| 27:21 – Niederreiter (Moser, Untersander) (PP) \| \| Jaškin (Moravčík, Nestrašil) – 27:43 \| 3–4 \| \| \| Řepík (Kubalík) – 34:26 \| 4–4 \| \| |                |                                                |                 | Játékvezetők: Roman Gofman Stephen Reneau Vonalbírók: Dmitri Golyak Gleb Lazarev |
| Jaškin Hyka Nečas Nestrašil Řepík | Szétlövés      | Rod Andrighetto Niederreiter Corvi Hofmann     |                 | Játékvezetők: Roman Gofman Stephen Reneau Vonalbírók: Dmitri Golyak Gleb Lazarev |
| 26 perc | Büntetések     | 18 perc                                        |                 | Játékvezetők: Roman Gofman Stephen Reneau Vonalbírók: Dmitri Golyak Gleb Lazarev |
| 28 | Lövések        | 29                                             |                 | Játékvezetők: Roman Gofman Stephen Reneau Vonalbírók: Dmitri Golyak Gleb Lazarev |
| | 0–1            | 11:13 – Niederreiter (Hofmann) (PP)            |                 | Játékvezetők: Roman Gofman Stephen Reneau Vonalbírók: Dmitri Golyak Gleb Lazarev |
| Kubalík (Nečas) (PP) – 16:21 | 1–1            |                                                |                 | Játékvezetők: Roman Gofman Stephen Reneau Vonalbírók: Dmitri Golyak Gleb Lazarev |
| | 1–2            | 20:47 – Hofmann (Andrighetto, Diaz) (PP)       |                 |                                                                                  |
| | 1–3            | 22:07 – Moser (Vermin, Müller)                 |                 |                                                                                  |
| Moravčík (Sklenička, Hyka) – 24:09 | 2–3            |                                                |                 |                                                                                  |
| | 2–4            | 27:21 – Niederreiter (Moser, Untersander) (PP) |                 |                                                                                  |
| Jaškin (Moravčík, Nestrašil) – 27:43 | 3–4            |                                                |                 |                                                                                  |
| Řepík (Kubalík) – 34:26 | 4–4            |                                                |                 |                                                                                  |

| 2018. május 9. 16:15 | Svájc | 5–2 (2–2, 1–0, 2–0) | Fehéroroszország | Royal Arena, Koppenhága Nézőszám: 5445 |

| Jegyzőkönyv | Jegyzőkönyv | Jegyzőkönyv                               | Jegyzőkönyv        | Jegyzőkönyv                                                                         |
| --- | ----------- | ----------------------------------------- | ------------------ | ----------------------------------------------------------------------------------- |
| | Reto Berra  | Kapusok                                   | Mikhail Karnaukhov | Játékvezetők: Linus Öhlund Aleksi Rantala Vonalbírók: Jake Davis Alexander Otmakhov |
| \| Vermin (Niederreiter, Untersander) – 01:37 \| 1–0 \| \| \| \| 1–1 \| 05:54 – Platt (Linglet, Dyukov) \| \| \| 1–2 \| 10:46 – Pavlovich (Kovyrshin, Materukhin) \| \| Andrighetto (Meier) – 18:40 \| 2–2 \| \| \| Vermin (Meier, Diaz) – 39:45 \| 3–2 \| \| \| Corvi (Diaz) – 42:29 \| 4–2 \| \| \| Meier (Andrighetto, Hofmann) (PP) – 46:44 \| 5–2 \| \| |             |                                           |                    | Játékvezetők: Linus Öhlund Aleksi Rantala Vonalbírók: Jake Davis Alexander Otmakhov |
| 8 perc | Büntetések  | 16 perc                                   |                    | Játékvezetők: Linus Öhlund Aleksi Rantala Vonalbírók: Jake Davis Alexander Otmakhov |
| 45 | Lövések     | 24                                        |                    | Játékvezetők: Linus Öhlund Aleksi Rantala Vonalbírók: Jake Davis Alexander Otmakhov |
| Vermin (Niederreiter, Untersander) – 01:37 | 1–0         |                                           |                    | Játékvezetők: Linus Öhlund Aleksi Rantala Vonalbírók: Jake Davis Alexander Otmakhov |
| | 1–1         | 05:54 – Platt (Linglet, Dyukov)           |                    | Játékvezetők: Linus Öhlund Aleksi Rantala Vonalbírók: Jake Davis Alexander Otmakhov |
| | 1–2         | 10:46 – Pavlovich (Kovyrshin, Materukhin) |                    | Játékvezetők: Linus Öhlund Aleksi Rantala Vonalbírók: Jake Davis Alexander Otmakhov |
| Andrighetto (Meier) – 18:40 | 2–2         |                                           |                    |                                                                                     |
| Vermin (Meier, Diaz) – 39:45 | 3–2         |                                           |                    |                                                                                     |
| Corvi (Diaz) – 42:29 | 4–2         |                                           |                    |                                                                                     |
| Meier (Andrighetto, Hofmann) (PP) – 46:44 | 5–2         |                                           |                    |                                                                                     |

| 2018. május 9. 20:15 | Svédország | 7–0 (2–0, 3–0, 2–0) | Ausztria | Royal Arena, Koppenhága Nézőszám: 8547 |

| Jegyzőkönyv | Jegyzőkönyv    | Jegyzőkönyv | Jegyzőkönyv    | Jegyzőkönyv                                                                           |
| --- | -------------- | ----------- | -------------- | ------------------------------------------------------------------------------------- |
| | Anders Nilsson | Kapusok     | David Madlener | Játékvezetők: Jozef Kubuš Gordon Schukies Vonalbírók: Lukas Kohlmüller Hannu Sormunen |
| \| Kempe (Lindholm) (PP) – 09:47 \| 1–0 \| \| \| Janmark (Rakell) – 17:11 \| 2–0 \| \| \| Rakell (Zibanejad, Janmark) (PP) – 22:42 \| 3–0 \| \| \| Rakell – 28:53 \| 4–0 \| \| \| Nyquist (Kempe) – 29:17 \| 5–0 \| \| \| Zibanejad (Janmark, Andersson) – 47:50 \| 6–0 \| \| \| Pääjärvi (J. Larsson) – 53:59 \| 7–0 \| \| |                |             |                | Játékvezetők: Jozef Kubuš Gordon Schukies Vonalbírók: Lukas Kohlmüller Hannu Sormunen |
| 4 perc | Büntetések     | 8 perc      |                | Játékvezetők: Jozef Kubuš Gordon Schukies Vonalbírók: Lukas Kohlmüller Hannu Sormunen |
| 38 | Lövések        | 14          |                | Játékvezetők: Jozef Kubuš Gordon Schukies Vonalbírók: Lukas Kohlmüller Hannu Sormunen |
| Kempe (Lindholm) (PP) – 09:47 | 1–0            |             |                | Játékvezetők: Jozef Kubuš Gordon Schukies Vonalbírók: Lukas Kohlmüller Hannu Sormunen |
| Janmark (Rakell) – 17:11 | 2–0            |             |                | Játékvezetők: Jozef Kubuš Gordon Schukies Vonalbírók: Lukas Kohlmüller Hannu Sormunen |
| Rakell (Zibanejad, Janmark) (PP) – 22:42 | 3–0            |             |                | Játékvezetők: Jozef Kubuš Gordon Schukies Vonalbírók: Lukas Kohlmüller Hannu Sormunen |
| Rakell – 28:53 | 4–0            |             |                |                                                                                       |
| Nyquist (Kempe) – 29:17 | 5–0            |             |                |                                                                                       |
| Zibanejad (Janmark, Andersson) – 47:50 | 6–0            |             |                |                                                                                       |
| Pääjärvi (J. Larsson) – 53:59 | 7–0            |             |                |                                                                                       |

| 2018. május 10. 16:15 | Szlovákia | 3–1 (1–0, 1–1, 1–0) | Franciaország | Royal Arena, Koppenhága Nézőszám: 5855 |

| Jegyzőkönyv | Jegyzőkönyv  | Jegyzőkönyv                       | Jegyzőkönyv   | Jegyzőkönyv                                                                   |
| --- | ------------ | --------------------------------- | ------------- | ----------------------------------------------------------------------------- |
| | Marek Čiliak | Kapusok                           | Florian Hardy | Játékvezetők: Roman Gofman Antonín Jeřábek Vonalbírók: Rene Jensen Jon Kilian |
| \| Bondra (Buc, Svitana) – 05:37 \| 1–0 \| \| \| Buc (Svitana, Jaroš) – 22:03 \| 2–0 \| \| \| \| 2–1 \| 33:39 – Claireaux (Perret, Janil) \| \| Čajkovský (Buc) (ENG) – 59:50 \| 3–1 \| \| |              |                                   |               | Játékvezetők: Roman Gofman Antonín Jeřábek Vonalbírók: Rene Jensen Jon Kilian |
| 4 perc | Büntetések   | 8 perc                            |               | Játékvezetők: Roman Gofman Antonín Jeřábek Vonalbírók: Rene Jensen Jon Kilian |
| 28 | Lövések      | 14                                |               | Játékvezetők: Roman Gofman Antonín Jeřábek Vonalbírók: Rene Jensen Jon Kilian |
| Bondra (Buc, Svitana) – 05:37 | 1–0          |                                   |               | Játékvezetők: Roman Gofman Antonín Jeřábek Vonalbírók: Rene Jensen Jon Kilian |
| Buc (Svitana, Jaroš) – 22:03 | 2–0          |                                   |               | Játékvezetők: Roman Gofman Antonín Jeřábek Vonalbírók: Rene Jensen Jon Kilian |
| | 2–1          | 33:39 – Claireaux (Perret, Janil) |               | Játékvezetők: Roman Gofman Antonín Jeřábek Vonalbírók: Rene Jensen Jon Kilian |
| Čajkovský (Buc) (ENG) – 59:50 | 3–1          |                                   |               |                                                                               |

| 2018. május 10. 20:15 | Csehország | 4–3 (h.u.) (2–1, 1–2, 0–0) (h.u.: 1–0) | Oroszország | Royal Arena, Koppenhága Nézőszám: 12 490 |

| Jegyzőkönyv | Jegyzőkönyv   | Jegyzőkönyv                               | Jegyzőkönyv       | Jegyzőkönyv                                                                      |
| --- | ------------- | ----------------------------------------- | ----------------- | -------------------------------------------------------------------------------- |
| | David Rittich | Kapusok                                   | Vasily Koshechkin | Játékvezetők: Brett Iverson Linus Öhlund Vonalbírók: Jake Davis Nathan Vanoosten |
| \| \| 0–1 \| 01:11 – Nesterov (Barabanov, Kablukov) \| \| Krejčí (Jaškin, Gudas) – 14:41 \| 1–1 \| \| \| Jaškin (Pastrňák, Krejčí) – 18:39 \| 2–1 \| \| \| \| 2–2 \| 21:00 – Grigorenko (Buchnevich, Anisimov) \| \| Pastrňák (Krejčí) – 24:17 \| 3–2 \| \| \| \| 3–3 \| 25:49 – Barabanov (Zaitsev, Shalunov) \| \| Pastrňák (Krejčí, Hronek) – 63:23 \| 4–3 \| \| |               |                                           |                   | Játékvezetők: Brett Iverson Linus Öhlund Vonalbírók: Jake Davis Nathan Vanoosten |
| 6 perc | Büntetések    | 4 perc                                    |                   | Játékvezetők: Brett Iverson Linus Öhlund Vonalbírók: Jake Davis Nathan Vanoosten |
| 25 | Lövések       | 23                                        |                   | Játékvezetők: Brett Iverson Linus Öhlund Vonalbírók: Jake Davis Nathan Vanoosten |
| | 0–1           | 01:11 – Nesterov (Barabanov, Kablukov)    |                   | Játékvezetők: Brett Iverson Linus Öhlund Vonalbírók: Jake Davis Nathan Vanoosten |
| Krejčí (Jaškin, Gudas) – 14:41 | 1–1           |                                           |                   | Játékvezetők: Brett Iverson Linus Öhlund Vonalbírók: Jake Davis Nathan Vanoosten |
| Jaškin (Pastrňák, Krejčí) – 18:39 | 2–1           |                                           |                   | Játékvezetők: Brett Iverson Linus Öhlund Vonalbírók: Jake Davis Nathan Vanoosten |
| | 2–2           | 21:00 – Grigorenko (Buchnevich, Anisimov) |                   |                                                                                  |
| Pastrňák (Krejčí) – 24:17 | 3–2           |                                           |                   |                                                                                  |
| | 3–3           | 25:49 – Barabanov (Zaitsev, Shalunov)     |                   |                                                                                  |
| Pastrňák (Krejčí, Hronek) – 63:23 | 4–3           |                                           |                   |                                                                                  |

| 2018. május 11. 16:15 | Franciaország | 5–2 (2–1, 2–1, 1–0) | Ausztria | Royal Arena, Koppenhága Nézőszám: 5780 |

| Jegyzőkönyv | Jegyzőkönyv   | Jegyzőkönyv                               | Jegyzőkönyv        | Jegyzőkönyv                                                                              |
| --- | ------------- | ----------------------------------------- | ------------------ | ---------------------------------------------------------------------------------------- |
| | Florian Hardy | Kapusok                                   | Bernhard Starkbaum | Játékvezetők: Antonín Jeřábek Stephen Reneau Vonalbírók: Brian Oliver Alexander Otmakhov |
| \| \| 0–1 \| 03:32 – Hundertpfund (Heinrich, Schumnig) \| \| Fleury (Da Costa, Rech) – 10:00 \| 1–1 \| \| \| Treille (Texier, Hecquefeuille) (PP) – 13:10 \| 2–1 \| \| \| \| 2–2 \| 31:22 – Raffl (Heinrich, Komarek) (PP) \| \| Fleury (Auvitu, Da Costa) (PP2) – 34:11 \| 3–2 \| \| \| Da Costa (Texier, Gallet) – 37:49 \| 4–2 \| \| \| Treille (Texier, Hecquefeuille) (PP) – 41:06 \| 5–2 \| \| |               |                                           |                    | Játékvezetők: Antonín Jeřábek Stephen Reneau Vonalbírók: Brian Oliver Alexander Otmakhov |
| 12 perc | Büntetések    | 14 perc                                   |                    | Játékvezetők: Antonín Jeřábek Stephen Reneau Vonalbírók: Brian Oliver Alexander Otmakhov |
| 30 | Lövések       | 36                                        |                    | Játékvezetők: Antonín Jeřábek Stephen Reneau Vonalbírók: Brian Oliver Alexander Otmakhov |
| | 0–1           | 03:32 – Hundertpfund (Heinrich, Schumnig) |                    | Játékvezetők: Antonín Jeřábek Stephen Reneau Vonalbírók: Brian Oliver Alexander Otmakhov |
| Fleury (Da Costa, Rech) – 10:00 | 1–1           |                                           |                    | Játékvezetők: Antonín Jeřábek Stephen Reneau Vonalbírók: Brian Oliver Alexander Otmakhov |
| Treille (Texier, Hecquefeuille) (PP) – 13:10 | 2–1           |                                           |                    | Játékvezetők: Antonín Jeřábek Stephen Reneau Vonalbírók: Brian Oliver Alexander Otmakhov |
| | 2–2           | 31:22 – Raffl (Heinrich, Komarek) (PP)    |                    |                                                                                          |
| Fleury (Auvitu, Da Costa) (PP2) – 34:11 | 3–2           |                                           |                    |                                                                                          |
| Da Costa (Texier, Gallet) – 37:49 | 4–2           |                                           |                    |                                                                                          |
| Treille (Texier, Hecquefeuille) (PP) – 41:06 | 5–2           |                                           |                    |                                                                                          |

| 2018. május 11. 20:15 | Fehéroroszország | 0–3 (0–3, 0–0, 0–0) | Csehország | Royal Arena, Koppenhága Nézőszám: 5636 |

| Jegyzőkönyv | Jegyzőkönyv | Jegyzőkönyv                        | Jegyzőkönyv    | Jegyzőkönyv                                                                            |
| --- | ----------- | ---------------------------------- | -------------- | -------------------------------------------------------------------------------------- |
| | Vitali Trus | Kapusok                            | Pavel Francouz | Játékvezetők: Roman Gofman Gordon Schukies Vonalbírók: Lukas Kohlmüller Hannu Sormunen |
| \| \| 0–1 \| 08:13 – Šulák (Krejčí) (PP) \| \| \| 0–2 \| 15:53 – Horák (Plekanec) \| \| \| 0–3 \| 18:43 – Řepík (Červenka, Moravčík) \| |             |                                    |                | Játékvezetők: Roman Gofman Gordon Schukies Vonalbírók: Lukas Kohlmüller Hannu Sormunen |
| 14 perc | Büntetések  | 4 perc                             |                | Játékvezetők: Roman Gofman Gordon Schukies Vonalbírók: Lukas Kohlmüller Hannu Sormunen |
| 21 | Lövések     | 33                                 |                | Játékvezetők: Roman Gofman Gordon Schukies Vonalbírók: Lukas Kohlmüller Hannu Sormunen |
| | 0–1         | 08:13 – Šulák (Krejčí) (PP)        |                | Játékvezetők: Roman Gofman Gordon Schukies Vonalbírók: Lukas Kohlmüller Hannu Sormunen |
| | 0–2         | 15:53 – Horák (Plekanec)           |                | Játékvezetők: Roman Gofman Gordon Schukies Vonalbírók: Lukas Kohlmüller Hannu Sormunen |
| | 0–3         | 18:43 – Řepík (Červenka, Moravčík) |                | Játékvezetők: Roman Gofman Gordon Schukies Vonalbírók: Lukas Kohlmüller Hannu Sormunen |

| 2018. május 12. 12:15 | Szlovákia | 3–4 (h.u.) (1–2, 1–1, 1–0) (h.u.: 0–1) | Svédország | Royal Arena, Koppenhága Nézőszám: 12 490 |

| Jegyzőkönyv | Jegyzőkönyv  | Jegyzőkönyv                               | Jegyzőkönyv     | Jegyzőkönyv                                                                         |
| --- | ------------ | ----------------------------------------- | --------------- | ----------------------------------------------------------------------------------- |
| | Patrik Rybár | Kapusok                                   | Magnus Hellberg | Játékvezetők: Brett Iverson Stephen Reneau Vonalbírók: Rene Jensen Lukas Kohlmüller |
| \| Jurčo (Grman, Krištof) – 10:32 \| 1–0 \| \| \| \| 1–1 \| 15:14 – Everberg (Klingberg, Lindholm) \| \| \| 1–2 \| 18:06 – Nyquist (Backlund, E. Gustafsson) \| \| \| 1–3 \| 24:53 – De la Rose (Kempe, Wikstrand) \| \| Ďaloga (Nagy) (SH) – 36:40 \| 2–3 \| \| \| Nagy (Krištof, Čajkovský) – 46:54 \| 3–3 \| \| \| \| 3–4 \| 64:18 – Zibanejad (Rakell, Klingberg (PP) \| |              |                                           |                 | Játékvezetők: Brett Iverson Stephen Reneau Vonalbírók: Rene Jensen Lukas Kohlmüller |
| 8 perc | Büntetések   | 2 perc                                    |                 | Játékvezetők: Brett Iverson Stephen Reneau Vonalbírók: Rene Jensen Lukas Kohlmüller |
| 28 | Lövések      | 33                                        |                 | Játékvezetők: Brett Iverson Stephen Reneau Vonalbírók: Rene Jensen Lukas Kohlmüller |
| Jurčo (Grman, Krištof) – 10:32 | 1–0          |                                           |                 | Játékvezetők: Brett Iverson Stephen Reneau Vonalbírók: Rene Jensen Lukas Kohlmüller |
| | 1–1          | 15:14 – Everberg (Klingberg, Lindholm)    |                 | Játékvezetők: Brett Iverson Stephen Reneau Vonalbírók: Rene Jensen Lukas Kohlmüller |
| | 1–2          | 18:06 – Nyquist (Backlund, E. Gustafsson) |                 | Játékvezetők: Brett Iverson Stephen Reneau Vonalbírók: Rene Jensen Lukas Kohlmüller |
| | 1–3          | 24:53 – De la Rose (Kempe, Wikstrand)     |                 |                                                                                     |
| Ďaloga (Nagy) (SH) – 36:40 | 2–3          |                                           |                 |                                                                                     |
| Nagy (Krištof, Čajkovský) – 46:54 | 3–3          |                                           |                 |                                                                                     |
| | 3–4          | 64:18 – Zibanejad (Rakell, Klingberg (PP) |                 |                                                                                     |

| 2018. május 12. 16:15 | Ausztria | 4–0 (1–0, 3–0, 0–0) | Fehéroroszország | Royal Arena, Koppenhága Nézőszám: 7370 |

| Jegyzőkönyv | Jegyzőkönyv        | Jegyzőkönyv | Jegyzőkönyv                    | Jegyzőkönyv                                                                         |
| --- | ------------------ | ----------- | ------------------------------ | ----------------------------------------------------------------------------------- |
| | Bernhard Starkbaum | Kapusok     | Mikhail Karnaukhov Vitali Trus | Játékvezetők: Linus Öhlund Aleksi Rantala Vonalbírók: Brian Oliver Nathan Vanoosten |
| \| Viveiros – 04:14 \| 1–0 \| \| \| Komarek (Unterweger) (PP) – 30:38 \| 2–0 \| \| \| Raffl (Komarek) (PP) – 34:38 \| 3–0 \| \| \| Zwerger (Ulmer) (PP) – 39:36 \| 4–0 \| \| |                    |             |                                | Játékvezetők: Linus Öhlund Aleksi Rantala Vonalbírók: Brian Oliver Nathan Vanoosten |
| 10 perc | Büntetések         | 8 perc      |                                | Játékvezetők: Linus Öhlund Aleksi Rantala Vonalbírók: Brian Oliver Nathan Vanoosten |
| 28 | Lövések            | 34          |                                | Játékvezetők: Linus Öhlund Aleksi Rantala Vonalbírók: Brian Oliver Nathan Vanoosten |
| Viveiros – 04:14 | 1–0                |             |                                | Játékvezetők: Linus Öhlund Aleksi Rantala Vonalbírók: Brian Oliver Nathan Vanoosten |
| Komarek (Unterweger) (PP) – 30:38 | 2–0                |             |                                | Játékvezetők: Linus Öhlund Aleksi Rantala Vonalbírók: Brian Oliver Nathan Vanoosten |
| Raffl (Komarek) (PP) – 34:38 | 3–0                |             |                                | Játékvezetők: Linus Öhlund Aleksi Rantala Vonalbírók: Brian Oliver Nathan Vanoosten |
| Zwerger (Ulmer) (PP) – 39:36 | 4–0                |             |                                |                                                                                     |

| 2018. május 12. 20:15 | Oroszország | 4–3 (0–0, 3–1, 1–2) | Svájc | Royal Arena, Koppenhága Nézőszám: 12 366 |

| Jegyzőkönyv | Jegyzőkönyv       | Jegyzőkönyv                                 | Jegyzőkönyv | Jegyzőkönyv                                                                 |
| --- | ----------------- | ------------------------------------------- | ----------- | --------------------------------------------------------------------------- |
| | Vasily Koshechkin | Kapusok                                     | Reto Berra  | Játékvezetők: Jozef Kubuš Gordon Schukies Vonalbírók: Jake Davis Jon Kilian |
| \| Kaprizov (Datsyuk, Gusev) – 22:22 \| 1–0 \| \| \| \| 1–1 \| 26:35 – Untersander (Kukan, Corvi) (PP) \| \| Dadonov (Anisimov) – 27:47 \| 2–1 \| \| \| Nesterov (Gusev, Datsyuk) (PP2) – 39:57 \| 3–1 \| \| \| \| 3–2 \| 51:52 Andrighetto (Meier, Vermin) \| \| Grigorenko (Anisimov, Gavrikov) – 56:07 \| 4–2 \| \| \| \| 4–3 \| 58:12 Haas (Andrighetto, Niederreiter) (EA) \| |                   |                                             |             | Játékvezetők: Jozef Kubuš Gordon Schukies Vonalbírók: Jake Davis Jon Kilian |
| 8 perc | Büntetések        | 8 perc                                      |             | Játékvezetők: Jozef Kubuš Gordon Schukies Vonalbírók: Jake Davis Jon Kilian |
| 23 | Lövések           | 27                                          |             | Játékvezetők: Jozef Kubuš Gordon Schukies Vonalbírók: Jake Davis Jon Kilian |
| Kaprizov (Datsyuk, Gusev) – 22:22 | 1–0               |                                             |             | Játékvezetők: Jozef Kubuš Gordon Schukies Vonalbírók: Jake Davis Jon Kilian |
| | 1–1               | 26:35 – Untersander (Kukan, Corvi) (PP)     |             | Játékvezetők: Jozef Kubuš Gordon Schukies Vonalbírók: Jake Davis Jon Kilian |
| Dadonov (Anisimov) – 27:47 | 2–1               |                                             |             | Játékvezetők: Jozef Kubuš Gordon Schukies Vonalbírók: Jake Davis Jon Kilian |
| Nesterov (Gusev, Datsyuk) (PP2) – 39:57 | 3–1               |                                             |             |                                                                             |
| | 3–2               | 51:52 Andrighetto (Meier, Vermin)           |             |                                                                             |
| Grigorenko (Anisimov, Gavrikov) – 56:07 | 4–2               |                                             |             |                                                                             |
| | 4–3               | 58:12 Haas (Andrighetto, Niederreiter) (EA) |             |                                                                             |

| 2018. május 13. 16:15 | Franciaország | 0–6 (0–3, 0–2, 0–1) | Csehország | Royal Arena, Koppenhága Nézőszám: 6252 |

| Jegyzőkönyv | Jegyzőkönyv                     | Jegyzőkönyv                         | Jegyzőkönyv   | Jegyzőkönyv                                                                    |
| --- | ------------------------------- | ----------------------------------- | ------------- | ------------------------------------------------------------------------------ |
| | Ronan Quemener Sebastian Ylönen | Kapusok                             | David Rittich | Játékvezetők: Jozef Kubuš Linus Öhlund Vonalbírók: Jon Kilian Nathan Vanoosten |
| \| \| 0–1 \| 03:41 – Pastrňák (Krejčí) \| \| \| 0–2 \| 07:58 – Pastrňák (Jaškin) \| \| \| 0–3 \| 14:11 – Jaškin (Krejčík) \| \| \| 0–4 \| 21:37 – Horák (Kubalík, Šulák) (PP) \| \| \| 0–5 \| 27:41 – Horák (Chytil, Sklenička) \| \| \| 0–6 \| 50:32 – Nečas (Krejčík, Polášek) \| |                                 |                                     |               | Játékvezetők: Jozef Kubuš Linus Öhlund Vonalbírók: Jon Kilian Nathan Vanoosten |
| 22 perc | Büntetések                      | 4 perc                              |               | Játékvezetők: Jozef Kubuš Linus Öhlund Vonalbírók: Jon Kilian Nathan Vanoosten |
| 10 | Lövések                         | 55                                  |               | Játékvezetők: Jozef Kubuš Linus Öhlund Vonalbírók: Jon Kilian Nathan Vanoosten |
| | 0–1                             | 03:41 – Pastrňák (Krejčí)           |               | Játékvezetők: Jozef Kubuš Linus Öhlund Vonalbírók: Jon Kilian Nathan Vanoosten |
| | 0–2                             | 07:58 – Pastrňák (Jaškin)           |               | Játékvezetők: Jozef Kubuš Linus Öhlund Vonalbírók: Jon Kilian Nathan Vanoosten |
| | 0–3                             | 14:11 – Jaškin (Krejčík)            |               | Játékvezetők: Jozef Kubuš Linus Öhlund Vonalbírók: Jon Kilian Nathan Vanoosten |
| | 0–4                             | 21:37 – Horák (Kubalík, Šulák) (PP) |               |                                                                                |
| | 0–5                             | 27:41 – Horák (Chytil, Sklenička)   |               |                                                                                |
| | 0–6                             | 50:32 – Nečas (Krejčík, Polášek)    |               |                                                                                |

| 2018. május 13. 20:15 | Svájc | 3–5 (0–2, 1–1, 2–2) | Svédország | Royal Arena, Koppenhága Nézőszám: 12 255 |

| Jegyzőkönyv | Jegyzőkönyv     | Jegyzőkönyv                                       | Jegyzőkönyv    | Jegyzőkönyv                                                                                |
| --- | --------------- | ------------------------------------------------- | -------------- | ------------------------------------------------------------------------------------------ |
| | Leonardo Genoni | Kapusok                                           | Anders Nilsson | Játékvezetők: Antonín Jeřábek Aleksi Rantala Vonalbírók: Alexander Otmakhov Hannu Sormunen |
| \| \| 0–1 \| 05:24 – Klingberg (Zibanejad, Ekman-Larsson) (PP) \| \| \| 0–2 \| 09:18 – Hörnqvist (Pettersson, Backlund) (PP) \| \| \| 0–3 \| 21:14 – Backlund (Lindholm) \| \| Untersander (Corvi) – 38:32 \| 1–3 \| \| \| Diaz (Fiala, Andrighetto) – 44:26 \| 2–3 \| \| \| \| 2–4 \| 52:59 – Larsson (Backlund) \| \| \| 2–5 \| 56:42 – Pääjärvi (Backlund) (ENG) \| \| Kukan (Untersander) (PP) – 59:17 \| 3–5 \| \| |                 |                                                   |                | Játékvezetők: Antonín Jeřábek Aleksi Rantala Vonalbírók: Alexander Otmakhov Hannu Sormunen |
| 6 perc | Büntetések      | 8 perc                                            |                | Játékvezetők: Antonín Jeřábek Aleksi Rantala Vonalbírók: Alexander Otmakhov Hannu Sormunen |
| 23 | Lövések         | 41                                                |                | Játékvezetők: Antonín Jeřábek Aleksi Rantala Vonalbírók: Alexander Otmakhov Hannu Sormunen |
| | 0–1             | 05:24 – Klingberg (Zibanejad, Ekman-Larsson) (PP) |                | Játékvezetők: Antonín Jeřábek Aleksi Rantala Vonalbírók: Alexander Otmakhov Hannu Sormunen |
| | 0–2             | 09:18 – Hörnqvist (Pettersson, Backlund) (PP)     |                | Játékvezetők: Antonín Jeřábek Aleksi Rantala Vonalbírók: Alexander Otmakhov Hannu Sormunen |
| | 0–3             | 21:14 – Backlund (Lindholm)                       |                | Játékvezetők: Antonín Jeřábek Aleksi Rantala Vonalbírók: Alexander Otmakhov Hannu Sormunen |
| Untersander (Corvi) – 38:32 | 1–3             |                                                   |                |                                                                                            |
| Diaz (Fiala, Andrighetto) – 44:26 | 2–3             |                                                   |                |                                                                                            |
| | 2–4             | 52:59 – Larsson (Backlund)                        |                |                                                                                            |
| | 2–5             | 56:42 – Pääjärvi (Backlund) (ENG)                 |                |                                                                                            |
| Kukan (Untersander) (PP) – 59:17 | 3–5             |                                                   |                |                                                                                            |

| 2018. május 14. 16:15 | Oroszország | 4–0 (2–0, 0–0, 2–0) | Szlovákia | Royal Arena, Koppenhága Nézőszám: 7732 |

| Jegyzőkönyv | Jegyzőkönyv      | Jegyzőkönyv | Jegyzőkönyv  | Jegyzőkönyv                                                                         |
| --- | ---------------- | ----------- | ------------ | ----------------------------------------------------------------------------------- |
| | Igor Shestyorkin | Kapusok     | Marek Čiliak | Játékvezetők: Mark Lemelin Aleksi Rantala Vonalbírók: Lukas Kohlmüller Brian Oliver |
| \| Mamin (Soshnikov) – 11:10 \| 1–0 \| \| \| Gusev (Datsyuk, Zaitsev) – 16:50 \| 2–0 \| \| \| Shalunov (Soshnikov) (ENG) – 58:49 \| 3–0 \| \| \| Mikheyev (Barabanov, Shalunov) (ENG) – 59:44 \| 4–0 \| \| |                  |             |              | Játékvezetők: Mark Lemelin Aleksi Rantala Vonalbírók: Lukas Kohlmüller Brian Oliver |
| 6 perc | Büntetések       | 6 perc      |              | Játékvezetők: Mark Lemelin Aleksi Rantala Vonalbírók: Lukas Kohlmüller Brian Oliver |
| 36 | Lövések          | 23          |              | Játékvezetők: Mark Lemelin Aleksi Rantala Vonalbírók: Lukas Kohlmüller Brian Oliver |
| Mamin (Soshnikov) – 11:10 | 1–0              |             |              | Játékvezetők: Mark Lemelin Aleksi Rantala Vonalbírók: Lukas Kohlmüller Brian Oliver |
| Gusev (Datsyuk, Zaitsev) – 16:50 | 2–0              |             |              | Játékvezetők: Mark Lemelin Aleksi Rantala Vonalbírók: Lukas Kohlmüller Brian Oliver |
| Shalunov (Soshnikov) (ENG) – 58:49 | 3–0              |             |              | Játékvezetők: Mark Lemelin Aleksi Rantala Vonalbírók: Lukas Kohlmüller Brian Oliver |
| Mikheyev (Barabanov, Shalunov) (ENG) – 59:44 | 4–0              |             |              |                                                                                     |

| 2018. május 14. 20:15 | Csehország | 4–3 (2–1, 1–0, 1–2) | Ausztria | Royal Arena, Koppenhága Nézőszám: 3843 |

| Jegyzőkönyv | Jegyzőkönyv    | Jegyzőkönyv                        | Jegyzőkönyv   | Jegyzőkönyv                                                                                |
| --- | -------------- | ---------------------------------- | ------------- | ------------------------------------------------------------------------------------------ |
| | Pavel Francouz | Kapusok                            | David Kickert | Játékvezetők: Konstantin Olenin Gordon Schukies Vonalbírók: Rene Jensen Alexander Otmakhov |
| \| Hyka (Kubalík, Šulák) – 00:31 \| 1–0 \| \| \| Chytil (Krejčík) – 02:27 \| 2–0 \| \| \| \| 2–1 \| 17:45 – Komarek (Hofer) \| \| Kubalík (Hyka, Nečas) – 25:46 \| 3–1 \| \| \| Hyka (Faksa, Kubalík) (PP) – 49:51 \| 4–1 \| \| \| \| 4–2 \| 50:53 – Raffl (Unterweger, Haudum) \| \| \| 4–3 \| 57:18 – Raffl (Komarek, Schumnig) \| |                |                                    |               | Játékvezetők: Konstantin Olenin Gordon Schukies Vonalbírók: Rene Jensen Alexander Otmakhov |
| 8 perc | Büntetések     | 4 perc                             |               | Játékvezetők: Konstantin Olenin Gordon Schukies Vonalbírók: Rene Jensen Alexander Otmakhov |
| 39 | Lövések        | 27                                 |               | Játékvezetők: Konstantin Olenin Gordon Schukies Vonalbírók: Rene Jensen Alexander Otmakhov |
| Hyka (Kubalík, Šulák) – 00:31 | 1–0            |                                    |               | Játékvezetők: Konstantin Olenin Gordon Schukies Vonalbírók: Rene Jensen Alexander Otmakhov |
| Chytil (Krejčík) – 02:27 | 2–0            |                                    |               | Játékvezetők: Konstantin Olenin Gordon Schukies Vonalbírók: Rene Jensen Alexander Otmakhov |
| | 2–1            | 17:45 – Komarek (Hofer)            |               | Játékvezetők: Konstantin Olenin Gordon Schukies Vonalbírók: Rene Jensen Alexander Otmakhov |
| Kubalík (Hyka, Nečas) – 25:46 | 3–1            |                                    |               |                                                                                            |
| Hyka (Faksa, Kubalík) (PP) – 49:51 | 4–1            |                                    |               |                                                                                            |
| | 4–2            | 50:53 – Raffl (Unterweger, Haudum) |               |                                                                                            |
| | 4–3            | 57:18 – Raffl (Komarek, Schumnig)  |               |                                                                                            |

| 2018. május 15. 12:15 | Svájc | 5–1 (2–0, 1–0, 2–1) | Franciaország | Royal Arena, Koppenhága Nézőszám: 6573 |

| Jegyzőkönyv | Jegyzőkönyv     | Jegyzőkönyv                            | Jegyzőkönyv   | Jegyzőkönyv                                                                        |
| --- | --------------- | -------------------------------------- | ------------- | ---------------------------------------------------------------------------------- |
| | Leonardo Genoni | Kapusok                                | Florian Hardy | Játékvezetők: Konstantin Olenin Gordon Schukies Vonalbírók: Jake Davis Rene Jensen |
| \| Hofmann (Hass, Müller) – 12:21 \| 1–0 \| \| \| Corvi (Niederreiter, Meier) – 15:09 \| 2–0 \| \| \| Untersander (Josi, Corvi) (PP) – 37:12 \| 3–0 \| \| \| Fiala (Haas, Fora) (EA) – 42:21 \| 4–0 \| \| \| \| 4–1 \| 43:10 – Leclerc (Chakiachvili, Perret) \| \| Moser (Vermin, Müller) (SH) – 53:46 \| 5–1 \| \| |                 |                                        |               | Játékvezetők: Konstantin Olenin Gordon Schukies Vonalbírók: Jake Davis Rene Jensen |
| 8 perc | Büntetések      | 8 perc                                 |               | Játékvezetők: Konstantin Olenin Gordon Schukies Vonalbírók: Jake Davis Rene Jensen |
| 34 | Lövések         | 20                                     |               | Játékvezetők: Konstantin Olenin Gordon Schukies Vonalbírók: Jake Davis Rene Jensen |
| Hofmann (Hass, Müller) – 12:21 | 1–0             |                                        |               | Játékvezetők: Konstantin Olenin Gordon Schukies Vonalbírók: Jake Davis Rene Jensen |
| Corvi (Niederreiter, Meier) – 15:09 | 2–0             |                                        |               | Játékvezetők: Konstantin Olenin Gordon Schukies Vonalbírók: Jake Davis Rene Jensen |
| Untersander (Josi, Corvi) (PP) – 37:12 | 3–0             |                                        |               | Játékvezetők: Konstantin Olenin Gordon Schukies Vonalbírók: Jake Davis Rene Jensen |
| Fiala (Haas, Fora) (EA) – 42:21 | 4–0             |                                        |               |                                                                                    |
| | 4–1             | 43:10 – Leclerc (Chakiachvili, Perret) |               |                                                                                    |
| Moser (Vermin, Müller) (SH) – 53:46 | 5–1             |                                        |               |                                                                                    |

| 2018. május 15. 16:15 | Fehéroroszország | 4–7 (0–2, 2–0, 2–5) | Szlovákia | Royal Arena, Koppenhága Nézőszám: 4857 |

| Jegyzőkönyv | Jegyzőkönyv | Jegyzőkönyv                        | Jegyzőkönyv  | Jegyzőkönyv                                                               |
| --- | ----------- | ---------------------------------- | ------------ | ------------------------------------------------------------------------- |
| | Vitali Trus | Kapusok                            | Patrik Rybár | Játékvezetők: Jan Hribik Mark Lemelin Vonalbírók: Jon Kilian Brian Oliver |
| \| \| 0–1 \| 00:18 – Bakoš (Nagy, Sekera) \| \| \| 0–2 \| 10:07 – Jurčo (Bakoš, Nagy) (PP) \| \| Kitarov (Drozd, Falkovsky) (SH) – 33:24 \| 1–2 \| \| \| Linglet (Levsha, Platt) (PP) – 35:00 \| 2–2 \| \| \| \| 2–3 \| 47:53 – Bakoš (Nagy) \| \| Kovyrshin (Sushko, Pavlovich) – 48:37 \| 3–3 \| \| \| Vorobey (Sharangovich, Platt) (PP) – 50:18 \| 4–3 \| \| \| \| 4–4 \| 51:17 – Jurčo (Bakoš, Nagy) \| \| \| 4–5 \| 54:57 – Hovorka (Krištof) \| \| \| 4–6 \| 55:48 – Ďaloga (PS) \| \| \| 4–7 \| 59:42 – Krištof (Jurčo, Nagy) (PP) \| |             |                                    |              | Játékvezetők: Jan Hribik Mark Lemelin Vonalbírók: Jon Kilian Brian Oliver |
| 8 perc | Büntetések  | 12 perc                            |              | Játékvezetők: Jan Hribik Mark Lemelin Vonalbírók: Jon Kilian Brian Oliver |
| 24 | Lövések     | 46                                 |              | Játékvezetők: Jan Hribik Mark Lemelin Vonalbírók: Jon Kilian Brian Oliver |
| | 0–1         | 00:18 – Bakoš (Nagy, Sekera)       |              | Játékvezetők: Jan Hribik Mark Lemelin Vonalbírók: Jon Kilian Brian Oliver |
| | 0–2         | 10:07 – Jurčo (Bakoš, Nagy) (PP)   |              | Játékvezetők: Jan Hribik Mark Lemelin Vonalbírók: Jon Kilian Brian Oliver |
| Kitarov (Drozd, Falkovsky) (SH) – 33:24 | 1–2         |                                    |              | Játékvezetők: Jan Hribik Mark Lemelin Vonalbírók: Jon Kilian Brian Oliver |
| Linglet (Levsha, Platt) (PP) – 35:00 | 2–2         |                                    |              |                                                                           |
| | 2–3         | 47:53 – Bakoš (Nagy)               |              |                                                                           |
| Kovyrshin (Sushko, Pavlovich) – 48:37 | 3–3         |                                    |              |                                                                           |
| Vorobey (Sharangovich, Platt) (PP) – 50:18 | 4–3         |                                    |              |                                                                           |
| | 4–4         | 51:17 – Jurčo (Bakoš, Nagy)        |              |                                                                           |
| | 4–5         | 54:57 – Hovorka (Krištof)          |              |                                                                           |
| | 4–6         | 55:48 – Ďaloga (PS)                |              |                                                                           |
| | 4–7         | 59:42 – Krištof (Jurčo, Nagy) (PP) |              |                                                                           |

| 2018. május 15. 20:15 | Oroszország | 1–3 (1–0, 0–2, 0–1) | Svédország | Royal Arena, Koppenhága Nézőszám: 12 490 |

| Jegyzőkönyv | Jegyzőkönyv       | Jegyzőkönyv                                     | Jegyzőkönyv    | Jegyzőkönyv                                                                          |
| --- | ----------------- | ----------------------------------------------- | -------------- | ------------------------------------------------------------------------------------ |
| | Vasily Koshechkin | Kapusok                                         | Anders Nilsson | Játékvezetők: Oliver Gouin Timothy Mayer Vonalbírók: Hannu Sormunen Nathan Vanoosten |
| \| Kaprizov (Gusev, Datsyuk) (PP) – 02:44 \| 1–0 \| \| \| \| 1–1 \| 29:27 – Zibanejad (Ekman-Larsson, Nyquist) (PP) \| \| \| 1–2 \| 36:04 – Rakell (Zibanejad, Janmark) \| \| \| 1–3 \| 58:55 – Ekholm (Nilsson) (ENG) \| |                   |                                                 |                | Játékvezetők: Oliver Gouin Timothy Mayer Vonalbírók: Hannu Sormunen Nathan Vanoosten |
| 4 perc | Büntetések        | 14 perc                                         |                | Játékvezetők: Oliver Gouin Timothy Mayer Vonalbírók: Hannu Sormunen Nathan Vanoosten |
| 31 | Lövések           | 29                                              |                | Játékvezetők: Oliver Gouin Timothy Mayer Vonalbírók: Hannu Sormunen Nathan Vanoosten |
| Kaprizov (Gusev, Datsyuk) (PP) – 02:44 | 1–0               |                                                 |                | Játékvezetők: Oliver Gouin Timothy Mayer Vonalbírók: Hannu Sormunen Nathan Vanoosten |
| | 1–1               | 29:27 – Zibanejad (Ekman-Larsson, Nyquist) (PP) |                | Játékvezetők: Oliver Gouin Timothy Mayer Vonalbírók: Hannu Sormunen Nathan Vanoosten |
| | 1–2               | 36:04 – Rakell (Zibanejad, Janmark)             |                | Játékvezetők: Oliver Gouin Timothy Mayer Vonalbírók: Hannu Sormunen Nathan Vanoosten |
| | 1–3               | 58:55 – Ekholm (Nilsson) (ENG)                  |                |                                                                                      |

### B csoport
| Hely. | Csapat           | M | Gy | HGy | HV | V | G+ | G– | Gk  | P  | Továbbjutás vagy kiesés                    |
| ----- | ---------------- | - | -- | --- | -- | - | -- | -- | --- | -- | ------------------------------------------ |
| 1.    | Finnország       | 7 | 5  | 0   | 1  | 1 | 38 | 11 | +27 | 16 | Továbbjutott az egyenes kieséses szakaszba |
| 2.    | Egyesült Államok | 7 | 4  | 2   | 0  | 1 | 39 | 16 | +23 | 16 | Továbbjutott az egyenes kieséses szakaszba |
| 3.    | Kanada           | 7 | 4  | 1   | 1  | 1 | 32 | 12 | +20 | 15 | Továbbjutott az egyenes kieséses szakaszba |
| 4.    | Lettország       | 7 | 3  | 1   | 2  | 1 | 16 | 16 | 0   | 13 | Továbbjutott az egyenes kieséses szakaszba |
| 5.    | Dánia (R)        | 7 | 3  | 1   | 0  | 3 | 13 | 17 | −4  | 11 |                                            |
| 6.    | Németország      | 7 | 1  | 1   | 2  | 3 | 16 | 20 | −4  | 7  |                                            |
| 7.    | Norvégia         | 7 | 1  | 1   | 1  | 4 | 13 | 31 | −18 | 6  |                                            |
| 8.    | Dél-Korea        | 7 | 0  | 0   | 0  | 7 | 4  | 48 | −44 | 0  | Kiesett a divízió I A-ba                   |

| 2018. május 4. 16:15 | Egyesült Államok | 5–4 (sz.) (1–2, 2–1, 1–1) (h.u.: 0–0) (sz.: 1–0) | Kanada | Jyske Bank Boxen, Herning Nézőszám: 9632 |

| Jegyzőkönyv | Jegyzőkönyv   | Jegyzőkönyv                                       | Jegyzőkönyv   | Jegyzőkönyv                                                                                |
| --- | ------------- | ------------------------------------------------- | ------------- | ------------------------------------------------------------------------------------------ |
| | Keith Kinkaid | Kapusok                                           | Darcy Kuemper | Játékvezetők: Antonín Jeřábek Linus Öhlund Vonalbírók: Lukas Kohlmüller Alexander Otmakhov |
| \| \| 0–1 \| 00:47 – Dubois (Horvat) \| \| \| 0–2 \| 12:23 – O'Reilly (Bailey) \| \| Lee (Thompson, DeBrincat) – 13:59 \| 1–2 \| \| \| Larkin (Kreider, Oesterle) – 20:43 \| 2–2 \| \| \| Gaudreau (Kane, Coleman) – 30:00 \| 3–2 \| \| \| \| 3–3 \| 37:53 – Beauvillier (Ekblad, Barzal) \| \| Larkin (Kreider, Atkinson) – 43:27 \| 4–3 \| \| \| \| 4–4 \| 50:48 – Parayko (McDavid) \| |               |                                                   |               | Játékvezetők: Antonín Jeřábek Linus Öhlund Vonalbírók: Lukas Kohlmüller Alexander Otmakhov |
| Atkinson Kane Gaudreau Hughes Larkin Atkinson | Szétlövés     | Barzal Eberle Schenn Nugent-Hopkins Horvat Eberle |               | Játékvezetők: Antonín Jeřábek Linus Öhlund Vonalbírók: Lukas Kohlmüller Alexander Otmakhov |
| 6 perc | Büntetések    | 6 perc                                            |               | Játékvezetők: Antonín Jeřábek Linus Öhlund Vonalbírók: Lukas Kohlmüller Alexander Otmakhov |
| 25 | Lövések       | 44                                                |               | Játékvezetők: Antonín Jeřábek Linus Öhlund Vonalbírók: Lukas Kohlmüller Alexander Otmakhov |
| | 0–1           | 00:47 – Dubois (Horvat)                           |               | Játékvezetők: Antonín Jeřábek Linus Öhlund Vonalbírók: Lukas Kohlmüller Alexander Otmakhov |
| | 0–2           | 12:23 – O'Reilly (Bailey)                         |               | Játékvezetők: Antonín Jeřábek Linus Öhlund Vonalbírók: Lukas Kohlmüller Alexander Otmakhov |
| Lee (Thompson, DeBrincat) – 13:59 | 1–2           |                                                   |               |                                                                                            |
| Larkin (Kreider, Oesterle) – 20:43 | 2–2           |                                                   |               |                                                                                            |
| Gaudreau (Kane, Coleman) – 30:00 | 3–2           |                                                   |               |                                                                                            |
| | 3–3           | 37:53 – Beauvillier (Ekblad, Barzal)              |               |                                                                                            |
| Larkin (Kreider, Atkinson) – 43:27 | 4–3           |                                                   |               |                                                                                            |
| | 4–4           | 50:48 – Parayko (McDavid)                         |               |                                                                                            |

| 2018. május 4. 20:15 | Németország | 2–3 (sz.) (0–0, 1–2, 1–0) (h.u.: 0–0) (sz.: 0–1) | Dánia | Jyske Bank Boxen, Herning Nézőszám: 9982 |

| Jegyzőkönyv | Jegyzőkönyv    | Jegyzőkönyv                                 | Jegyzőkönyv       | Jegyzőkönyv                                                                    |
| --- | -------------- | ------------------------------------------- | ----------------- | ------------------------------------------------------------------------------ |
| | Timo Pielmeier | Kapusok                                     | Frederik Andersen | Játékvezetők: Jozef Kubuš Aleksi Rantala Vonalbírók: Jake Davis Hannu Sormunen |
| \| \| 0–1 \| 28:44 – J. Jensen (Jensen Aabo, F. Nielsen) \| \| Draisaitl (Ehliz) (EA) – 32:12 \| 1–1 \| \| \| \| 1–2 \| 35:17 – Storm (Hardt, Larsen) (PP) \| \| Ehliz (Draisaitl, M. Müller) – 50:43 \| 2–2 \| \| |                |                                             |                   | Játékvezetők: Jozef Kubuš Aleksi Rantala Vonalbírók: Jake Davis Hannu Sormunen |
| 8 perc | Büntetések     | 4 perc                                      |                   | Játékvezetők: Jozef Kubuš Aleksi Rantala Vonalbírók: Jake Davis Hannu Sormunen |
| 37 | Lövések        | 29                                          |                   | Játékvezetők: Jozef Kubuš Aleksi Rantala Vonalbírók: Jake Davis Hannu Sormunen |
| | 0–1            | 28:44 – J. Jensen (Jensen Aabo, F. Nielsen) |                   | Játékvezetők: Jozef Kubuš Aleksi Rantala Vonalbírók: Jake Davis Hannu Sormunen |
| Draisaitl (Ehliz) (EA) – 32:12 | 1–1            |                                             |                   | Játékvezetők: Jozef Kubuš Aleksi Rantala Vonalbírók: Jake Davis Hannu Sormunen |
| | 1–2            | 35:17 – Storm (Hardt, Larsen) (PP)          |                   | Játékvezetők: Jozef Kubuš Aleksi Rantala Vonalbírók: Jake Davis Hannu Sormunen |
| Ehliz (Draisaitl, M. Müller) – 50:43 | 2–2            |                                             |                   |                                                                                |

| 2018. május 5. 12:15 | Norvégia | 2–3 (h.u.) (2–0, 0–1, 0–1) (h.u.: 0–1) | Lettország | Jyske Bank Boxen, Herning Nézőszám: 8441 |

| Jegyzőkönyv | Jegyzőkönyv | Jegyzőkönyv                         | Jegyzőkönyv      | Jegyzőkönyv                                                                    |
| --- | ----------- | ----------------------------------- | ---------------- | ------------------------------------------------------------------------------ |
| | Lars Haugen | Kapusok                             | Elvis Merzļikins | Játékvezetők: Roman Gofman Jozef Kubuš Vonalbírók: Jake Davis Nathan Vanoosten |
| \| Bastiansen (Trettenes, Holøs) – 08:14 \| 1–0 \| \| \| Bonsaksen (M. Olimb) – 12:12 \| 2–0 \| \| \| \| 2–1 \| 26:20 – Balcers (Sotnieks, Galviņš) \| \| \| 2–2 \| 51:04 – Ābols (Karsums, Rēdlihs) \| \| \| 2–3 \| 60:24 – Balcers (Džeriņš) \| |             |                                     |                  | Játékvezetők: Roman Gofman Jozef Kubuš Vonalbírók: Jake Davis Nathan Vanoosten |
| 2 perc | Büntetések  | 6 perc                              |                  | Játékvezetők: Roman Gofman Jozef Kubuš Vonalbírók: Jake Davis Nathan Vanoosten |
| 15 | Lövések     | 21                                  |                  | Játékvezetők: Roman Gofman Jozef Kubuš Vonalbírók: Jake Davis Nathan Vanoosten |
| Bastiansen (Trettenes, Holøs) – 08:14 | 1–0         |                                     |                  | Játékvezetők: Roman Gofman Jozef Kubuš Vonalbírók: Jake Davis Nathan Vanoosten |
| Bonsaksen (M. Olimb) – 12:12 | 2–0         |                                     |                  | Játékvezetők: Roman Gofman Jozef Kubuš Vonalbírók: Jake Davis Nathan Vanoosten |
| | 2–1         | 26:20 – Balcers (Sotnieks, Galviņš) |                  | Játékvezetők: Roman Gofman Jozef Kubuš Vonalbírók: Jake Davis Nathan Vanoosten |
| | 2–2         | 51:04 – Ābols (Karsums, Rēdlihs)    |                  |                                                                                |
| | 2–3         | 60:24 – Balcers (Džeriņš)           |                  |                                                                                |

| 2018. május 5. 16:15 | Finnország | 8–1 (2–0, 3–1, 3–0) | Dél-Korea | Jyske Bank Boxen, Herning Nézőszám: 8930 |

| Jegyzőkönyv | Jegyzőkönyv  | Jegyzőkönyv              | Jegyzőkönyv | Jegyzőkönyv                                                                       |
| --- | ------------ | ------------------------ | ----------- | --------------------------------------------------------------------------------- |
| | Harri Säteri | Kapusok                  | Matt Dalton | Játékvezetők: Antonín Jeřábek Stephen Reneau Vonalbírók: Rene Jensen Brian Oliver |
| \| Aho (Teräväinen, Riikola) (SH) – 03:41 \| 1–0 \| \| \| Teräväinen (Aho) (SH) – 05:55 \| 2–0 \| \| \| Aho (Rantanen, Teräväinen) (PP) – 28:46 \| 3–0 \| \| \| Savinainen (Aho, Teräväinen) – 32:21 \| 4–0 \| \| \| \| 4–1 \| 33:00 – Swift (Radunske) \| \| Nutivaara (Pesonen) (SH) – 38:52 \| 5–1 \| \| \| Mäenalanen (Pesonen, Anttila) – 46:01 \| 6–1 \| \| \| Kapanen (Rantanen) – 47:16 \| 7–1 \| \| \| Pesonen (Mäenalanen, Anttila) – 53:51 \| 8–1 \| \| |              |                          |             | Játékvezetők: Antonín Jeřábek Stephen Reneau Vonalbírók: Rene Jensen Brian Oliver |
| 8 perc | Büntetések   | 6 perc                   |             | Játékvezetők: Antonín Jeřábek Stephen Reneau Vonalbírók: Rene Jensen Brian Oliver |
| 45 | Lövések      | 9                        |             | Játékvezetők: Antonín Jeřábek Stephen Reneau Vonalbírók: Rene Jensen Brian Oliver |
| Aho (Teräväinen, Riikola) (SH) – 03:41 | 1–0          |                          |             | Játékvezetők: Antonín Jeřábek Stephen Reneau Vonalbírók: Rene Jensen Brian Oliver |
| Teräväinen (Aho) (SH) – 05:55 | 2–0          |                          |             | Játékvezetők: Antonín Jeřábek Stephen Reneau Vonalbírók: Rene Jensen Brian Oliver |
| Aho (Rantanen, Teräväinen) (PP) – 28:46 | 3–0          |                          |             | Játékvezetők: Antonín Jeřábek Stephen Reneau Vonalbírók: Rene Jensen Brian Oliver |
| Savinainen (Aho, Teräväinen) – 32:21 | 4–0          |                          |             |                                                                                   |
| | 4–1          | 33:00 – Swift (Radunske) |             |                                                                                   |
| Nutivaara (Pesonen) (SH) – 38:52 | 5–1          |                          |             |                                                                                   |
| Mäenalanen (Pesonen, Anttila) – 46:01 | 6–1          |                          |             |                                                                                   |
| Kapanen (Rantanen) – 47:16 | 7–1          |                          |             |                                                                                   |
| Pesonen (Mäenalanen, Anttila) – 53:51 | 8–1          |                          |             |                                                                                   |

| 2018. május 5. 20:15 | Dánia | 0–4 (0–1, 0–2, 0–1) | Egyesült Államok | Jyske Bank Boxen, Herning Nézőszám: 10 800 |

| Jegyzőkönyv | Jegyzőkönyv       | Jegyzőkönyv                         | Jegyzőkönyv   | Jegyzőkönyv                                                                       |
| --- | ----------------- | ----------------------------------- | ------------- | --------------------------------------------------------------------------------- |
| | Frederik Andersen | Kapusok                             | Keith Kinkaid | Játékvezetők: Brett Iverson Gordon Schukies Vonalbírók: Jon Kilian Hannu Sormunen |
| \| \| 0–1 \| 16:06 – Butcher (Gaudreau) \| \| \| 0–2 \| 22:42 – Kreider (Ryan, Hughes) (PP) \| \| \| 0–3 \| 29:14 – Atkinson (Kreider, Jensen) \| \| \| 0–4 \| 54:11 – Jensen (Butcher, Kane) \| |                   |                                     |               | Játékvezetők: Brett Iverson Gordon Schukies Vonalbírók: Jon Kilian Hannu Sormunen |
| 6 perc | Büntetések        | 8 perc                              |               | Játékvezetők: Brett Iverson Gordon Schukies Vonalbírók: Jon Kilian Hannu Sormunen |
| 20 | Lövések           | 43                                  |               | Játékvezetők: Brett Iverson Gordon Schukies Vonalbírók: Jon Kilian Hannu Sormunen |
| | 0–1               | 16:06 – Butcher (Gaudreau)          |               | Játékvezetők: Brett Iverson Gordon Schukies Vonalbírók: Jon Kilian Hannu Sormunen |
| | 0–2               | 22:42 – Kreider (Ryan, Hughes) (PP) |               | Játékvezetők: Brett Iverson Gordon Schukies Vonalbírók: Jon Kilian Hannu Sormunen |
| | 0–3               | 29:14 – Atkinson (Kreider, Jensen)  |               | Játékvezetők: Brett Iverson Gordon Schukies Vonalbírók: Jon Kilian Hannu Sormunen |
| | 0–4               | 54:11 – Jensen (Butcher, Kane)      |               |                                                                                   |

| 2018. május 6. 12:15 | Dél-Korea | 0–10 (0–2, 0–6, 0–2) | Kanada | Jyske Bank Boxen, Herning Nézőszám: 3902 |

| Jegyzőkönyv | Jegyzőkönyv              | Jegyzőkönyv                                | Jegyzőkönyv       | Jegyzőkönyv                                                                   |
| --- | ------------------------ | ------------------------------------------ | ----------------- | ----------------------------------------------------------------------------- |
| | Matt Dalton Park Sung-je | Kapusok                                    | Curtis McElhinney | Játékvezetők: Roman Gofman Aleksi Rantala Vonalbírók: Jon Kilian Brian Oliver |
| \| \| 0–1 \| 08:41 – Nugent-Hopkins (Schwartz, McDavid) \| \| \| 0–2 \| 17:16 – Jost (Eberle, Barzal) \| \| \| 0–3 \| 21:07 – Parayko (McDavid, Ekblad) (PP2) \| \| \| 0–4 \| 21:57 – O'Reilly (Barzal) (PP) \| \| \| 0–5 \| 22:32 – Dubois (Edmundson, Pageau) \| \| \| 0–6 \| 27:33 – Schenn (Ekblad, Bailey) (PP) \| \| \| 0–7 \| 36:24 – Jost (Horvat, Dubois) \| \| \| 0–8 \| 36:42 – Edmundson (Barzal, Beauvillier) \| \| \| 0–9 \| 44:40 – McDavid (Pulock, Dubois) \| \| \| 0–10 \| 48:55 – Eberle (Edmundson, Jost) \| |                          |                                            |                   | Játékvezetők: Roman Gofman Aleksi Rantala Vonalbírók: Jon Kilian Brian Oliver |
| 10 perc | Büntetések               | 6 perc                                     |                   | Játékvezetők: Roman Gofman Aleksi Rantala Vonalbírók: Jon Kilian Brian Oliver |
| 25 | Lövések                  | 50                                         |                   | Játékvezetők: Roman Gofman Aleksi Rantala Vonalbírók: Jon Kilian Brian Oliver |
| | 0–1                      | 08:41 – Nugent-Hopkins (Schwartz, McDavid) |                   | Játékvezetők: Roman Gofman Aleksi Rantala Vonalbírók: Jon Kilian Brian Oliver |
| | 0–2                      | 17:16 – Jost (Eberle, Barzal)              |                   | Játékvezetők: Roman Gofman Aleksi Rantala Vonalbírók: Jon Kilian Brian Oliver |
| | 0–3                      | 21:07 – Parayko (McDavid, Ekblad) (PP2)    |                   | Játékvezetők: Roman Gofman Aleksi Rantala Vonalbírók: Jon Kilian Brian Oliver |
| | 0–4                      | 21:57 – O'Reilly (Barzal) (PP)             |                   |                                                                               |
| | 0–5                      | 22:32 – Dubois (Edmundson, Pageau)         |                   |                                                                               |
| | 0–6                      | 27:33 – Schenn (Ekblad, Bailey) (PP)       |                   |                                                                               |
| | 0–7                      | 36:24 – Jost (Horvat, Dubois)              |                   |                                                                               |
| | 0–8                      | 36:42 – Edmundson (Barzal, Beauvillier)    |                   |                                                                               |
| | 0–9                      | 44:40 – McDavid (Pulock, Dubois)           |                   |                                                                               |
| | 0–10                     | 48:55 – Eberle (Edmundson, Jost)           |                   |                                                                               |

| 2018. május 6. 16:15 | Németország | 4–5 (sz.) (2–2, 1–1, 1–1) (h.u.: 0–0) (sz.: 0–1) | Norvégia | Jyske Bank Boxen, Herning Nézőszám: 5491 |

| Jegyzőkönyv | Jegyzőkönyv    | Jegyzőkönyv                              | Jegyzőkönyv      | Jegyzőkönyv                                                                                |
| --- | -------------- | ---------------------------------------- | ---------------- | ------------------------------------------------------------------------------------------ |
| | Timo Pielmeier | Kapusok                                  | Henrik Haukeland | Játékvezetők: Brett Iverson Stephen Reneau Vonalbírók: Alexander Otmakhov Nathan Vanoosten |
| \| \| 0–1 \| 01:41 – K. Olimb (SH) \| \| \| 0–2 \| 07:31 – Olsen (Lindström, M. Olimb) (PP) \| \| Hager (Draisaitl, Plachta) (PP) – 14:30 \| 1–2 \| \| \| Michaelis (Noebels, Müller) – 18:41 \| 2–2 \| \| \| \| 2–3 \| 21:36 – Bastiansen (Salsten, Olsen) \| \| Hager (Draisaitl) (PP) – 27:31 \| 3–3 \| \| \| \| 3–4 \| 50:13 – Sørvik \| \| Y. Seidenberg (Plachta, Draisaitl) – 50:38 \| 4–4 \| \| |                |                                          |                  | Játékvezetők: Brett Iverson Stephen Reneau Vonalbírók: Alexander Otmakhov Nathan Vanoosten |
| Pietta Hager Kahun | Szétlövés      | Trettenes Espeland Lindström Bastiansen  |                  | Játékvezetők: Brett Iverson Stephen Reneau Vonalbírók: Alexander Otmakhov Nathan Vanoosten |
| 8 perc | Büntetések     | 12 perc                                  |                  | Játékvezetők: Brett Iverson Stephen Reneau Vonalbírók: Alexander Otmakhov Nathan Vanoosten |
| 44 | Lövések        | 37                                       |                  | Játékvezetők: Brett Iverson Stephen Reneau Vonalbírók: Alexander Otmakhov Nathan Vanoosten |
| | 0–1            | 01:41 – K. Olimb (SH)                    |                  | Játékvezetők: Brett Iverson Stephen Reneau Vonalbírók: Alexander Otmakhov Nathan Vanoosten |
| | 0–2            | 07:31 – Olsen (Lindström, M. Olimb) (PP) |                  | Játékvezetők: Brett Iverson Stephen Reneau Vonalbírók: Alexander Otmakhov Nathan Vanoosten |
| Hager (Draisaitl, Plachta) (PP) – 14:30 | 1–2            |                                          |                  |                                                                                            |
| Michaelis (Noebels, Müller) – 18:41 | 2–2            |                                          |                  |                                                                                            |
| | 2–3            | 21:36 – Bastiansen (Salsten, Olsen)      |                  |                                                                                            |
| Hager (Draisaitl) (PP) – 27:31 | 3–3            |                                          |                  |                                                                                            |
| | 3–4            | 50:13 – Sørvik                           |                  |                                                                                            |
| Y. Seidenberg (Plachta, Draisaitl) – 50:38 | 4–4            |                                          |                  |                                                                                            |

| 2018. május 6. 20:15 | Lettország | 1–8 (0–3, 0–2, 1–3) | Finnország | Jyske Bank Boxen, Herning Nézőszám: 6174 |

| Jegyzőkönyv | Jegyzőkönyv      | Jegyzőkönyv                                  | Jegyzőkönyv | Jegyzőkönyv                                                                         |
| --- | ---------------- | -------------------------------------------- | ----------- | ----------------------------------------------------------------------------------- |
| | Elvis Merzļikins | Kapusok                                      | Ville Husso | Játékvezetők: Linus Öhlund Gordon Schukies Vonalbírók: Rene Jensen Lukas Kohlmüller |
| \| \| 0–1 \| 01:24 – Aho (Savinainen) \| \| \| 0–2 \| 07:44 – Savinainen (Heiskanen, Aho) \| \| \| 0–3 \| 17:16 – Suomela \| \| \| 0–4 \| 27:31 – Aho (SH) \| \| \| 0–5 \| 34:49 – Savinainen (Teräväinen, Aho) \| \| \| 0–6 \| 46:29 – Teräväinen (Rantanen, Granlund) (PP) \| \| \| 0–7 \| 47:28 – Rantanen (Aho, Teräväinen) (PP) \| \| \| 0–8 \| 51:10 – Teräväinen \| \| Bukarts (Balinskis) – 51:38 \| 1–8 \| \| |                  |                                              |             | Játékvezetők: Linus Öhlund Gordon Schukies Vonalbírók: Rene Jensen Lukas Kohlmüller |
| 10 perc | Büntetések       | 10 perc                                      |             | Játékvezetők: Linus Öhlund Gordon Schukies Vonalbírók: Rene Jensen Lukas Kohlmüller |
| 19 | Lövések          | 29                                           |             | Játékvezetők: Linus Öhlund Gordon Schukies Vonalbírók: Rene Jensen Lukas Kohlmüller |
| | 0–1              | 01:24 – Aho (Savinainen)                     |             | Játékvezetők: Linus Öhlund Gordon Schukies Vonalbírók: Rene Jensen Lukas Kohlmüller |
| | 0–2              | 07:44 – Savinainen (Heiskanen, Aho)          |             | Játékvezetők: Linus Öhlund Gordon Schukies Vonalbírók: Rene Jensen Lukas Kohlmüller |
| | 0–3              | 17:16 – Suomela                              |             | Játékvezetők: Linus Öhlund Gordon Schukies Vonalbírók: Rene Jensen Lukas Kohlmüller |
| | 0–4              | 27:31 – Aho (SH)                             |             |                                                                                     |
| | 0–5              | 34:49 – Savinainen (Teräväinen, Aho)         |             |                                                                                     |
| | 0–6              | 46:29 – Teräväinen (Rantanen, Granlund) (PP) |             |                                                                                     |
| | 0–7              | 47:28 – Rantanen (Aho, Teräväinen) (PP)      |             |                                                                                     |
| | 0–8              | 51:10 – Teräväinen                           |             |                                                                                     |
| Bukarts (Balinskis) – 51:38 | 1–8              |                                              |             |                                                                                     |

| 2018. május 7. 16:15 | Egyesült Államok | 3–0 (0–0, 2–0, 1–0) | Németország | Jyske Bank Boxen, Herning Nézőszám: 10 301 |

| Jegyzőkönyv | Jegyzőkönyv   | Jegyzőkönyv | Jegyzőkönyv    | Jegyzőkönyv                                                                                |
| --- | ------------- | ----------- | -------------- | ------------------------------------------------------------------------------------------ |
| | Keith Kinkaid | Kapusok     | Niklas Treutle | Játékvezetők: Antonín Jeřábek Aleksi Rantala Vonalbírók: Alexander Otmakhov Hannu Sormunen |
| \| Kane (Gaudreau, Atkinson) (PP) – 30:02 \| 1–0 \| \| \| Ryan (Kane, Hughes) (PP) – 32:07 \| 2–0 \| \| \| DeBrincat (Kane) – 50:38 \| 3–0 \| \| |               |             |                | Játékvezetők: Antonín Jeřábek Aleksi Rantala Vonalbírók: Alexander Otmakhov Hannu Sormunen |
| 8 perc | Büntetések    | 12 perc     |                | Játékvezetők: Antonín Jeřábek Aleksi Rantala Vonalbírók: Alexander Otmakhov Hannu Sormunen |
| 36 | Lövések       | 24          |                | Játékvezetők: Antonín Jeřábek Aleksi Rantala Vonalbírók: Alexander Otmakhov Hannu Sormunen |
| Kane (Gaudreau, Atkinson) (PP) – 30:02 | 1–0           |             |                | Játékvezetők: Antonín Jeřábek Aleksi Rantala Vonalbírók: Alexander Otmakhov Hannu Sormunen |
| Ryan (Kane, Hughes) (PP) – 32:07 | 2–0           |             |                | Játékvezetők: Antonín Jeřábek Aleksi Rantala Vonalbírók: Alexander Otmakhov Hannu Sormunen |
| DeBrincat (Kane) – 50:38 | 3–0           |             |                | Játékvezetők: Antonín Jeřábek Aleksi Rantala Vonalbírók: Alexander Otmakhov Hannu Sormunen |

| 2018. május 7. 20:15 | Kanada | 7–1 (2–0, 3–0, 2–1) | Dánia | Jyske Bank Boxen, Herning Nézőszám: 10 800 |

| Jegyzőkönyv | Jegyzőkönyv       | Jegyzőkönyv                     | Jegyzőkönyv    | Jegyzőkönyv                                                                    |
| --- | ----------------- | ------------------------------- | -------------- | ------------------------------------------------------------------------------ |
| | Curtis McElhinney | Kapusok                         | Sebastian Dahm | Játékvezetők: Jozef Kubuš Linus Öhlund Vonalbírók: Jake Davis Lukas Kohlmüller |
| \| Bailey (Barzal, Schenn) (PP) – 08:25 \| 1–0 \| \| \| Ekblad (McDavid, Schwartz) – 11:57 \| 2–0 \| \| \| Eberle (McDavid, Parayko) (PP) – 24:16 \| 3–0 \| \| \| O'Reilly (Bailey, Schenn) – 26:53 \| 4–0 \| \| \| Nugent-Hopkins – 27:17 \| 5–0 \| \| \| Nugent-Hopkins (McDavid, Chabot) - 46:43 \| 6–0 \| \| \| \| 6–1 \| 51:53 – Jensen Aabo (Lauridsen) \| \| Jost (Nurse, Barzal) – 58:10 \| 7–1 \| \| |                   |                                 |                | Játékvezetők: Jozef Kubuš Linus Öhlund Vonalbírók: Jake Davis Lukas Kohlmüller |
| 6 perc | Büntetések        | 6 perc                          |                | Játékvezetők: Jozef Kubuš Linus Öhlund Vonalbírók: Jake Davis Lukas Kohlmüller |
| 31 | Lövések           | 15                              |                | Játékvezetők: Jozef Kubuš Linus Öhlund Vonalbírók: Jake Davis Lukas Kohlmüller |
| Bailey (Barzal, Schenn) (PP) – 08:25 | 1–0               |                                 |                | Játékvezetők: Jozef Kubuš Linus Öhlund Vonalbírók: Jake Davis Lukas Kohlmüller |
| Ekblad (McDavid, Schwartz) – 11:57 | 2–0               |                                 |                | Játékvezetők: Jozef Kubuš Linus Öhlund Vonalbírók: Jake Davis Lukas Kohlmüller |
| Eberle (McDavid, Parayko) (PP) – 24:16 | 3–0               |                                 |                | Játékvezetők: Jozef Kubuš Linus Öhlund Vonalbírók: Jake Davis Lukas Kohlmüller |
| O'Reilly (Bailey, Schenn) – 26:53 | 4–0               |                                 |                |                                                                                |
| Nugent-Hopkins – 27:17 | 5–0               |                                 |                |                                                                                |
| Nugent-Hopkins (McDavid, Chabot) - 46:43 | 6–0               |                                 |                |                                                                                |
| | 6–1               | 51:53 – Jensen Aabo (Lauridsen) |                |                                                                                |
| Jost (Nurse, Barzal) – 58:10 | 7–1               |                                 |                |                                                                                |

| 2018. május 8. 16:15 | Dél-Korea | 0–5 (0–2, 0–1, 0–2) | Lettország | Jyske Bank Boxen, Herning Nézőszám: 5227 |

| Jegyzőkönyv | Jegyzőkönyv | Jegyzőkönyv                            | Jegyzőkönyv      | Jegyzőkönyv                                                                      |
| --- | ----------- | -------------------------------------- | ---------------- | -------------------------------------------------------------------------------- |
| | Matt Dalton | Kapusok                                | Elvis Merzļikins | Játékvezetők: Mark Lemelin Timothy Mayer Vonalbírók: Jon Kilian Nathan Vanoosten |
| \| \| 0–1 \| 11:46 – Meija (Rubīns) \| \| \| 0–2 \| 18:45 – Ķēniņš (Balcers, Ābols) \| \| \| 0–3 \| 28:22 – Bukarts (Karsums, Sotnieks) \| \| \| 0–4 \| 41:33 – Balcers (Indrašis, Ābols) (PP) \| \| \| 0–5 \| 59:59 – Bukarts (Ābols, Indrašis) (PP) \| |             |                                        |                  | Játékvezetők: Mark Lemelin Timothy Mayer Vonalbírók: Jon Kilian Nathan Vanoosten |
| 18 perc | Büntetések  | 4 perc                                 |                  | Játékvezetők: Mark Lemelin Timothy Mayer Vonalbírók: Jon Kilian Nathan Vanoosten |
| 16 | Lövések     | 38                                     |                  | Játékvezetők: Mark Lemelin Timothy Mayer Vonalbírók: Jon Kilian Nathan Vanoosten |
| | 0–1         | 11:46 – Meija (Rubīns)                 |                  | Játékvezetők: Mark Lemelin Timothy Mayer Vonalbírók: Jon Kilian Nathan Vanoosten |
| | 0–2         | 18:45 – Ķēniņš (Balcers, Ābols)        |                  | Játékvezetők: Mark Lemelin Timothy Mayer Vonalbírók: Jon Kilian Nathan Vanoosten |
| | 0–3         | 28:22 – Bukarts (Karsums, Sotnieks)    |                  | Játékvezetők: Mark Lemelin Timothy Mayer Vonalbírók: Jon Kilian Nathan Vanoosten |
| | 0–4         | 41:33 – Balcers (Indrašis, Ābols) (PP) |                  |                                                                                  |
| | 0–5         | 59:59 – Bukarts (Ābols, Indrašis) (PP) |                  |                                                                                  |

| 2018. május 8. 20:15 | Finnország | 7–0 (2–0, 4–0, 1–0) | Norvégia | Jyske Bank Boxen, Herning Nézőszám: 4617 |

| Jegyzőkönyv | Jegyzőkönyv  | Jegyzőkönyv | Jegyzőkönyv | Jegyzőkönyv                                                                       |
| --- | ------------ | ----------- | ----------- | --------------------------------------------------------------------------------- |
| | Harri Säteri | Kapusok     | Lars Haugen | Játékvezetők: Oliver Gouin Konstantin Olenin Vonalbírók: Rene Jensen Brian Oliver |
| \| Savinainen (Aho, Nutivaara) – 04:03 \| 1–0 \| \| \| Anttila – 07:13 \| 2–0 \| \| \| Teräväinen (Granlund, Koivisto) – 21:01 \| 3–0 \| \| \| Kapanen (Heiskanen, Rantanen) – 23:41 \| 4–0 \| \| \| Nutivaara (Rantanen, Granlund) (PP) – 38:18 \| 5–0 \| \| \| Granlund (Teräväinen, Honka) (EA) – 39:45 \| 6–0 \| \| \| Mäenalanen (Manninen) (SH) – 57:45 \| 7–0 \| \| |              |             |             | Játékvezetők: Oliver Gouin Konstantin Olenin Vonalbírók: Rene Jensen Brian Oliver |
| 8 perc | Büntetések   | 8 perc      |             | Játékvezetők: Oliver Gouin Konstantin Olenin Vonalbírók: Rene Jensen Brian Oliver |
| 34 | Lövések      | 10          |             | Játékvezetők: Oliver Gouin Konstantin Olenin Vonalbírók: Rene Jensen Brian Oliver |
| Savinainen (Aho, Nutivaara) – 04:03 | 1–0          |             |             | Játékvezetők: Oliver Gouin Konstantin Olenin Vonalbírók: Rene Jensen Brian Oliver |
| Anttila – 07:13 | 2–0          |             |             | Játékvezetők: Oliver Gouin Konstantin Olenin Vonalbírók: Rene Jensen Brian Oliver |
| Teräväinen (Granlund, Koivisto) – 21:01 | 3–0          |             |             | Játékvezetők: Oliver Gouin Konstantin Olenin Vonalbírók: Rene Jensen Brian Oliver |
| Kapanen (Heiskanen, Rantanen) – 23:41 | 4–0          |             |             |                                                                                   |
| Nutivaara (Rantanen, Granlund) (PP) – 38:18 | 5–0          |             |             |                                                                                   |
| Granlund (Teräväinen, Honka) (EA) – 39:45 | 6–0          |             |             |                                                                                   |
| Mäenalanen (Manninen) (SH) – 57:45 | 7–0          |             |             |                                                                                   |

| 2018. május 9. 16:15 | Németország | 6–1 (1–0, 3–0, 2–1) | Dél-Korea | Jyske Bank Boxen, Herning Nézőszám: 7092 |

| Jegyzőkönyv | Jegyzőkönyv    | Jegyzőkönyv            | Jegyzőkönyv | Jegyzőkönyv                                                                           |
| --- | -------------- | ---------------------- | ----------- | ------------------------------------------------------------------------------------- |
| | Niklas Treutle | Kapusok                | Matt Dalton | Játékvezetők: Jan Hribik Mikko Kaukokari Vonalbírók: Miroslav Lhotský Sakari Suominen |
| \| Draisaitl (Plachta, Y. Seidenberg) (PP) – 10:02 \| 1–0 \| \| \| Ehliz (Plachta, Y. Seidenberg) (PP) – 20:41 \| 2–0 \| \| \| Hager (Holzer, Draisaitl) – 29:27 \| 3–0 \| \| \| Tiffels (Michaelis) – 34:42 \| 4–0 \| \| \| Ehliz (Kahun, Draisaitl) – 48:37 \| 5–0 \| \| \| Y. Seidenberg (Plachta) (PP) – 52:33 \| 6–0 \| \| \| \| 6–1 \| 57:01 – Radunski (Ahn) \| |                |                        |             | Játékvezetők: Jan Hribik Mikko Kaukokari Vonalbírók: Miroslav Lhotský Sakari Suominen |
| 28 perc | Büntetések     | 18 perc                |             | Játékvezetők: Jan Hribik Mikko Kaukokari Vonalbírók: Miroslav Lhotský Sakari Suominen |
| 42 | Lövések        | 26                     |             | Játékvezetők: Jan Hribik Mikko Kaukokari Vonalbírók: Miroslav Lhotský Sakari Suominen |
| Draisaitl (Plachta, Y. Seidenberg) (PP) – 10:02 | 1–0            |                        |             | Játékvezetők: Jan Hribik Mikko Kaukokari Vonalbírók: Miroslav Lhotský Sakari Suominen |
| Ehliz (Plachta, Y. Seidenberg) (PP) – 20:41 | 2–0            |                        |             | Játékvezetők: Jan Hribik Mikko Kaukokari Vonalbírók: Miroslav Lhotský Sakari Suominen |
| Hager (Holzer, Draisaitl) – 29:27 | 3–0            |                        |             | Játékvezetők: Jan Hribik Mikko Kaukokari Vonalbírók: Miroslav Lhotský Sakari Suominen |
| Tiffels (Michaelis) – 34:42 | 4–0            |                        |             |                                                                                       |
| Ehliz (Kahun, Draisaitl) – 48:37 | 5–0            |                        |             |                                                                                       |
| Y. Seidenberg (Plachta) (PP) – 52:33 | 6–0            |                        |             |                                                                                       |
| | 6–1            | 57:01 – Radunski (Ahn) |             |                                                                                       |

| 2018. május 9. 20:15 | Finnország | 2–3 (0–0, 1–2, 1–1) | Dánia | Jyske Bank Boxen, Herning Nézőszám: 10 800 |

| Jegyzőkönyv | Jegyzőkönyv | Jegyzőkönyv                                   | Jegyzőkönyv       | Jegyzőkönyv                                                                       |
| --- | ----------- | --------------------------------------------- | ----------------- | --------------------------------------------------------------------------------- |
| | Ville Husso | Kapusok                                       | Frederik Andersen | Játékvezetők: Timothy Mayer Tobias Wehrli Vonalbírók: Dustin McCrank Peter Šefčík |
| \| \| 0–1 \| 32:28 – F. Nielsen (Jensen Aabo, Bødker) (PP) \| \| Aho (Teräväinen, Granlund) (PP) – 34:33 \| 1–1 \| \| \| \| 1–2 \| 37:10 – Bjorkstrand (Bødker, Lauridsen) \| \| Granlund (Koivisto, Nutivaara) – 55:50 \| 2–2 \| \| \| \| 2–3 \| 58:01 – Hardt (Bødker, F. Nielsen) (PP) \| |             |                                               |                   | Játékvezetők: Timothy Mayer Tobias Wehrli Vonalbírók: Dustin McCrank Peter Šefčík |
| 12 perc | Büntetések  | 10 perc                                       |                   | Játékvezetők: Timothy Mayer Tobias Wehrli Vonalbírók: Dustin McCrank Peter Šefčík |
| 35 | Lövések     | 17                                            |                   | Játékvezetők: Timothy Mayer Tobias Wehrli Vonalbírók: Dustin McCrank Peter Šefčík |
| | 0–1         | 32:28 – F. Nielsen (Jensen Aabo, Bødker) (PP) |                   | Játékvezetők: Timothy Mayer Tobias Wehrli Vonalbírók: Dustin McCrank Peter Šefčík |
| Aho (Teräväinen, Granlund) (PP) – 34:33 | 1–1         |                                               |                   | Játékvezetők: Timothy Mayer Tobias Wehrli Vonalbírók: Dustin McCrank Peter Šefčík |
| | 1–2         | 37:10 – Bjorkstrand (Bødker, Lauridsen)       |                   | Játékvezetők: Timothy Mayer Tobias Wehrli Vonalbírók: Dustin McCrank Peter Šefčík |
| Granlund (Koivisto, Nutivaara) – 55:50 | 2–2         |                                               |                   |                                                                                   |
| | 2–3         | 58:01 – Hardt (Bødker, F. Nielsen) (PP)       |                   |                                                                                   |

| 2018. május 10. 16:15 | Egyesült Államok | 3–2 (h.u.) (1–1, 1–1, 0–0) (h.u.: 1–0) | Lettország | Jyske Bank Boxen, Herning Nézőszám: 5215 |

| Jegyzőkönyv | Jegyzőkönyv   | Jegyzőkönyv                                  | Jegyzőkönyv      | Jegyzőkönyv                                                                              |
| --- | ------------- | -------------------------------------------- | ---------------- | ---------------------------------------------------------------------------------------- |
| | Keith Kinkaid | Kapusok                                      | Elvis Merzļikins | Játékvezetők: Oliver Gouin Konstantin Olenin Vonalbírók: Dmitri Golyak Andreas Malmqvist |
| \| Kreider (DeBrincat, Larkin) (PP) – 11:39 \| 1–0 \| \| \| \| 1–1 \| 17:52 – Balinskis (Bļugers, Ri. Bukarts) \| \| \| 1–2 \| 23:20 – Džeriņš (Indrašis, Ro. Bukarts) (PP) \| \| White (DeBrincat, Kane) – 37:38 \| 2–2 \| \| \| Atkinson (Gaudreau, Kane) (PP) – 61:23 \| 3–2 \| \| |               |                                              |                  | Játékvezetők: Oliver Gouin Konstantin Olenin Vonalbírók: Dmitri Golyak Andreas Malmqvist |
| 12 perc | Büntetések    | 16 perc                                      |                  | Játékvezetők: Oliver Gouin Konstantin Olenin Vonalbírók: Dmitri Golyak Andreas Malmqvist |
| 33 | Lövések       | 19                                           |                  | Játékvezetők: Oliver Gouin Konstantin Olenin Vonalbírók: Dmitri Golyak Andreas Malmqvist |
| Kreider (DeBrincat, Larkin) (PP) – 11:39 | 1–0           |                                              |                  | Játékvezetők: Oliver Gouin Konstantin Olenin Vonalbírók: Dmitri Golyak Andreas Malmqvist |
| | 1–1           | 17:52 – Balinskis (Bļugers, Ri. Bukarts)     |                  | Játékvezetők: Oliver Gouin Konstantin Olenin Vonalbírók: Dmitri Golyak Andreas Malmqvist |
| | 1–2           | 23:20 – Džeriņš (Indrašis, Ro. Bukarts) (PP) |                  | Játékvezetők: Oliver Gouin Konstantin Olenin Vonalbírók: Dmitri Golyak Andreas Malmqvist |
| White (DeBrincat, Kane) – 37:38 | 2–2           |                                              |                  |                                                                                          |
| Atkinson (Gaudreau, Kane) (PP) – 61:23 | 3–2           |                                              |                  |                                                                                          |

| 2018. május 10. 20:15 | Norvégia | 0–5 (0–3, 0–1, 0–1) | Kanada | Jyske Bank Boxen, Herning Nézőszám: 5139 |

| Jegyzőkönyv | Jegyzőkönyv | Jegyzőkönyv                               | Jegyzőkönyv                     | Jegyzőkönyv                                                                       |
| --- | ----------- | ----------------------------------------- | ------------------------------- | --------------------------------------------------------------------------------- |
| | Lars Haugen | Kapusok                                   | Curtis McElhinney Darcy Kuemper | Játékvezetők: Mikko Kaukokari Mark Lemelin Vonalbírók: Nicolas Fluri Gleb Lazarev |
| \| \| 0–1 \| 01:23 – McDavid (Parayko) \| \| \| 0–2 \| 12:49 – Horvat (Pageau) (SH) \| \| \| 0–3 \| 15:41 – McDavid (Schwartz) \| \| \| 0–4 \| 28:03 – McDavid (Parayko, Nugent-Hopkins) \| \| \| 0–5 \| 42:24 – Horvat (Dubois) \| |             |                                           |                                 | Játékvezetők: Mikko Kaukokari Mark Lemelin Vonalbírók: Nicolas Fluri Gleb Lazarev |
| 22 perc | Büntetések  | 16 perc                                   |                                 | Játékvezetők: Mikko Kaukokari Mark Lemelin Vonalbírók: Nicolas Fluri Gleb Lazarev |
| 10 | Lövések     | 33                                        |                                 | Játékvezetők: Mikko Kaukokari Mark Lemelin Vonalbírók: Nicolas Fluri Gleb Lazarev |
| | 0–1         | 01:23 – McDavid (Parayko)                 |                                 | Játékvezetők: Mikko Kaukokari Mark Lemelin Vonalbírók: Nicolas Fluri Gleb Lazarev |
| | 0–2         | 12:49 – Horvat (Pageau) (SH)              |                                 | Játékvezetők: Mikko Kaukokari Mark Lemelin Vonalbírók: Nicolas Fluri Gleb Lazarev |
| | 0–3         | 15:41 – McDavid (Schwartz)                |                                 | Játékvezetők: Mikko Kaukokari Mark Lemelin Vonalbírók: Nicolas Fluri Gleb Lazarev |
| | 0–4         | 28:03 – McDavid (Parayko, Nugent-Hopkins) |                                 |                                                                                   |
| | 0–5         | 42:24 – Horvat (Dubois)                   |                                 |                                                                                   |

| 2018. május 11. 16:15 | Dánia | 3–0 (1–0, 2–0, 0–0) | Norvégia | Jyske Bank Boxen, Herning Nézőszám: 10 800 |

| Jegyzőkönyv | Jegyzőkönyv       | Jegyzőkönyv | Jegyzőkönyv      | Jegyzőkönyv                                                                    |
| --- | ----------------- | ----------- | ---------------- | ------------------------------------------------------------------------------ |
| | Frederik Andersen | Kapusok     | Henrik Haukeland | Játékvezetők: Jan Hribik Timothy Mayer Vonalbírók: Dustin McCrank Peter Šefčík |
| \| N. Jensen (Larsen, Regin) (PP) – 19:13 \| 1–0 \| \| \| N. Jensen (Larsen, Bjorkstrand) (PP) – 26:17 \| 2–0 \| \| \| Storm (Bødker, Jensen Aabo) (PP) – 33:58 \| 3–0 \| \| |                   |             |                  | Játékvezetők: Jan Hribik Timothy Mayer Vonalbírók: Dustin McCrank Peter Šefčík |
| 10 perc | Büntetések        | 12 perc     |                  | Játékvezetők: Jan Hribik Timothy Mayer Vonalbírók: Dustin McCrank Peter Šefčík |
| 25 | Lövések           | 21          |                  | Játékvezetők: Jan Hribik Timothy Mayer Vonalbírók: Dustin McCrank Peter Šefčík |
| N. Jensen (Larsen, Regin) (PP) – 19:13 | 1–0               |             |                  | Játékvezetők: Jan Hribik Timothy Mayer Vonalbírók: Dustin McCrank Peter Šefčík |
| N. Jensen (Larsen, Bjorkstrand) (PP) – 26:17 | 2–0               |             |                  | Játékvezetők: Jan Hribik Timothy Mayer Vonalbírók: Dustin McCrank Peter Šefčík |
| Storm (Bødker, Jensen Aabo) (PP) – 33:58 | 3–0               |             |                  | Játékvezetők: Jan Hribik Timothy Mayer Vonalbírók: Dustin McCrank Peter Šefčík |

| 2018. május 11. 20:15 | Egyesült Államok | 13–1 (4–1, 4–0, 5–0) | Dél-Korea | Jyske Bank Boxen, Herning Nézőszám: 7563 |

| Jegyzőkönyv | Jegyzőkönyv   | Jegyzőkönyv                            | Jegyzőkönyv              | Jegyzőkönyv                                                                              |
| --- | ------------- | -------------------------------------- | ------------------------ | ---------------------------------------------------------------------------------------- |
| | Scott Darling | Kapusok                                | Matt Dalton Park Sung-je | Játékvezetők: Mikael Sjöqvist Tobias Wehrli Vonalbírók: Miroslav Lhotský Sakari Suominen |
| \| \| 0–1 \| 05:23 – Ahn (Kim S., Kim Won-jun) (PP) \| \| Lee (Larkin, Gaudreau) – 08:35 \| 1–1 \| \| \| Kane (Gaudreau) (PP2) – 12:56 \| 2–1 \| \| \| McAvoy (Kane, Gaudreau) (PP2) – 13:29 \| 3–1 \| \| \| McAvoy (Kreider, Larkin) – 19:16 \| 4–1 \| \| \| Ryan (Martinez) (SH) – 23:42 \| 5–1 \| \| \| Coleman (Martinez, White) – 27:06 \| 6–1 \| \| \| Kane (McAvoy) (PP) – 28:41 \| 7–1 \| \| \| Atkinson (Kane, McAvoy) (PP2) – 32:18 \| 8–1 \| \| \| Thompson (Milano, Jensen) – 45:06 \| 9–1 \| \| \| Atkinson (Kane, McAvoy) – 46:11 \| 10–1 \| \| \| Pionk (Butcher) – 49:09 \| 11–1 \| \| \| Ryan (DeBrincat, Pionk) (PP) – 51:40 \| 12–1 \| \| \| Milano (Debrincat, Thompson) – 58:50 \| 13–1 \| \| |               |                                        |                          | Játékvezetők: Mikael Sjöqvist Tobias Wehrli Vonalbírók: Miroslav Lhotský Sakari Suominen |
| 10 perc | Büntetések    | 22 perc                                |                          | Játékvezetők: Mikael Sjöqvist Tobias Wehrli Vonalbírók: Miroslav Lhotský Sakari Suominen |
| 57 | Lövések       | 13                                     |                          | Játékvezetők: Mikael Sjöqvist Tobias Wehrli Vonalbírók: Miroslav Lhotský Sakari Suominen |
| | 0–1           | 05:23 – Ahn (Kim S., Kim Won-jun) (PP) |                          | Játékvezetők: Mikael Sjöqvist Tobias Wehrli Vonalbírók: Miroslav Lhotský Sakari Suominen |
| Lee (Larkin, Gaudreau) – 08:35 | 1–1           |                                        |                          | Játékvezetők: Mikael Sjöqvist Tobias Wehrli Vonalbírók: Miroslav Lhotský Sakari Suominen |
| Kane (Gaudreau) (PP2) – 12:56 | 2–1           |                                        |                          | Játékvezetők: Mikael Sjöqvist Tobias Wehrli Vonalbírók: Miroslav Lhotský Sakari Suominen |
| McAvoy (Kane, Gaudreau) (PP2) – 13:29 | 3–1           |                                        |                          |                                                                                          |
| McAvoy (Kreider, Larkin) – 19:16 | 4–1           |                                        |                          |                                                                                          |
| Ryan (Martinez) (SH) – 23:42 | 5–1           |                                        |                          |                                                                                          |
| Coleman (Martinez, White) – 27:06 | 6–1           |                                        |                          |                                                                                          |
| Kane (McAvoy) (PP) – 28:41 | 7–1           |                                        |                          |                                                                                          |
| Atkinson (Kane, McAvoy) (PP2) – 32:18 | 8–1           |                                        |                          |                                                                                          |
| Thompson (Milano, Jensen) – 45:06 | 9–1           |                                        |                          |                                                                                          |
| Atkinson (Kane, McAvoy) – 46:11 | 10–1          |                                        |                          |                                                                                          |
| Pionk (Butcher) – 49:09 | 11–1          |                                        |                          |                                                                                          |
| Ryan (DeBrincat, Pionk) (PP) – 51:40 | 12–1          |                                        |                          |                                                                                          |
| Milano (Debrincat, Thompson) – 58:50 | 13–1          |                                        |                          |                                                                                          |

| 2018. május 12. 12:15 | Lettország | 3–1 (0–0, 1–0, 2–1) | Németország | Jyske Bank Boxen, Herning Nézőszám: 8997 |

| Jegyzőkönyv | Jegyzőkönyv      | Jegyzőkönyv               | Jegyzőkönyv    | Jegyzőkönyv                                                                             |
| --- | ---------------- | ------------------------- | -------------- | --------------------------------------------------------------------------------------- |
| | Elvis Merzļikins | Kapusok                   | Niklas Treutle | Játékvezetők: Mikko Kaukokari Timothy Mayer Vonalbírók: Nicolas Fluri Andreas Malmqvist |
| \| Ķēniņš (Ābols, Balcers) – 36:54 \| 1–0 \| \| \| Galviņš (Indrašis, Džeriņš) – 40:15 \| 2–0 \| \| \| Džeriņš (Rēdlihs, Freibergs) – 47:54 \| 3–0 \| \| \| \| 3–1 \| 48:40 – Kahun (Draisaitl) \| |                  |                           |                | Játékvezetők: Mikko Kaukokari Timothy Mayer Vonalbírók: Nicolas Fluri Andreas Malmqvist |
| 4 perc | Büntetések       | 14 perc                   |                | Játékvezetők: Mikko Kaukokari Timothy Mayer Vonalbírók: Nicolas Fluri Andreas Malmqvist |
| 32 | Lövések          | 34                        |                | Játékvezetők: Mikko Kaukokari Timothy Mayer Vonalbírók: Nicolas Fluri Andreas Malmqvist |
| Ķēniņš (Ābols, Balcers) – 36:54 | 1–0              |                           |                | Játékvezetők: Mikko Kaukokari Timothy Mayer Vonalbírók: Nicolas Fluri Andreas Malmqvist |
| Galviņš (Indrašis, Džeriņš) – 40:15 | 2–0              |                           |                | Játékvezetők: Mikko Kaukokari Timothy Mayer Vonalbírók: Nicolas Fluri Andreas Malmqvist |
| Džeriņš (Rēdlihs, Freibergs) – 47:54 | 3–0              |                           |                | Játékvezetők: Mikko Kaukokari Timothy Mayer Vonalbírók: Nicolas Fluri Andreas Malmqvist |
| | 3–1              | 48:40 – Kahun (Draisaitl) |                |                                                                                         |

| 2018. május 12. 16:15 | Dánia | 3–1 (0–0, 2–1, 1–0) | Dél-Korea | Jyske Bank Boxen, Herning Nézőszám: 10 591 |

| Jegyzőkönyv | Jegyzőkönyv       | Jegyzőkönyv            | Jegyzőkönyv | Jegyzőkönyv                                                                        |
| --- | ----------------- | ---------------------- | ----------- | ---------------------------------------------------------------------------------- |
| | Frederik Andersen | Kapusok                | Matt Dalton | Játékvezetők: Oliver Gouin Mikael Sjöqvist Vonalbírók: Gleb Lazarev Dustin McCrank |
| \| F. Nielsen (D. Nielsen) – 22:55 \| 1–0 \| \| \| \| 1–1 \| 24:18 – Kim K. (Kim S. \| \| Jensen (Bjorkstrand) – 32:14 \| 2–1 \| \| \| Hardt (F. Nielsen, Jensen A.) (PP) – 56:35 \| 3–1 \| \| |                   |                        |             | Játékvezetők: Oliver Gouin Mikael Sjöqvist Vonalbírók: Gleb Lazarev Dustin McCrank |
| 4 perc | Büntetések        | 8 perc                 |             | Játékvezetők: Oliver Gouin Mikael Sjöqvist Vonalbírók: Gleb Lazarev Dustin McCrank |
| 28 | Lövések           | 14                     |             | Játékvezetők: Oliver Gouin Mikael Sjöqvist Vonalbírók: Gleb Lazarev Dustin McCrank |
| F. Nielsen (D. Nielsen) – 22:55 | 1–0               |                        |             | Játékvezetők: Oliver Gouin Mikael Sjöqvist Vonalbírók: Gleb Lazarev Dustin McCrank |
| | 1–1               | 24:18 – Kim K. (Kim S. |             | Játékvezetők: Oliver Gouin Mikael Sjöqvist Vonalbírók: Gleb Lazarev Dustin McCrank |
| Jensen (Bjorkstrand) – 32:14 | 2–1               |                        |             | Játékvezetők: Oliver Gouin Mikael Sjöqvist Vonalbírók: Gleb Lazarev Dustin McCrank |
| Hardt (F. Nielsen, Jensen A.) (PP) – 56:35 | 3–1               |                        |             |                                                                                    |

| 2018. május 12. 20:15 | Kanada | 1–5 (1–3, 0–0, 0–2) | Finnország | Jyske Bank Boxen, Herning Nézőszám: 9313 |

| Jegyzőkönyv | Jegyzőkönyv                     | Jegyzőkönyv                                  | Jegyzőkönyv  | Jegyzőkönyv                                                                         |
| --- | ------------------------------- | -------------------------------------------- | ------------ | ----------------------------------------------------------------------------------- |
| | Curtis McElhinney Darcy Kuemper | Kapusok                                      | Harri Säteri | Játékvezetők: Mark Lemelin Konstantin Olenin Vonalbírók: Dmitri Golyak Peter Šefčík |
| \| \| 0–1 \| 08:50 – Rantanen \| \| Pageau (Horvat) – 10:55 \| 1–1 \| \| \| \| 1–2 \| 13:48 – Pesonen (Nutivaara, Tolvanen) (PP2) \| \| \| 1–3 \| 16:35 – Rantanen (Granlund, Teräväinen) (PP) \| \| \| 1–4 \| 45:17 – Tolvanen \| \| \| 1–5 \| 45:27 – Teräväinen (Aho) \| |                                 |                                              |              | Játékvezetők: Mark Lemelin Konstantin Olenin Vonalbírók: Dmitri Golyak Peter Šefčík |
| 22 perc | Büntetések                      | 16 perc                                      |              | Játékvezetők: Mark Lemelin Konstantin Olenin Vonalbírók: Dmitri Golyak Peter Šefčík |
| 31 | Lövések                         | 22                                           |              | Játékvezetők: Mark Lemelin Konstantin Olenin Vonalbírók: Dmitri Golyak Peter Šefčík |
| | 0–1                             | 08:50 – Rantanen                             |              | Játékvezetők: Mark Lemelin Konstantin Olenin Vonalbírók: Dmitri Golyak Peter Šefčík |
| Pageau (Horvat) – 10:55 | 1–1                             |                                              |              | Játékvezetők: Mark Lemelin Konstantin Olenin Vonalbírók: Dmitri Golyak Peter Šefčík |
| | 1–2                             | 13:48 – Pesonen (Nutivaara, Tolvanen) (PP2)  |              | Játékvezetők: Mark Lemelin Konstantin Olenin Vonalbírók: Dmitri Golyak Peter Šefčík |
| | 1–3                             | 16:35 – Rantanen (Granlund, Teräväinen) (PP) |              |                                                                                     |
| | 1–4                             | 45:17 – Tolvanen                             |              |                                                                                     |
| | 1–5                             | 45:27 – Teräväinen (Aho)                     |              |                                                                                     |

| 2018. május 13. 16:15 | Norvégia | 3–9 (0–3, 1–4, 2–2) | Egyesült Államok | Jyske Bank Boxen, Herning Nézőszám: 4553 |

| Jegyzőkönyv | Jegyzőkönyv                  | Jegyzőkönyv                             | Jegyzőkönyv                 | Jegyzőkönyv                                                                           |
| --- | ---------------------------- | --------------------------------------- | --------------------------- | ------------------------------------------------------------------------------------- |
| | Lars Haugen Henrik Haukeland | Kapusok                                 | Keith Kinkaid Scott Darling | Játékvezetők: Roman Gofman Tobias Wehrli Vonalbírók: Miroslav Lhotský Sakari Suominen |
| \| \| 0–1 \| 08:24 – Kane (McAvoy, Atkinson) (PP) \| \| \| 0–2 \| 12:18 – Kane (DeBrincat, Atkinson) (PP) \| \| \| 0–3 \| 15:25 – McAvoy (DeBrincat) \| \| \| 0–4 \| 21:03 – Larkin (PP) \| \| Forsberg (Lindström) – 27:00 \| 1–4 \| \| \| \| 1–5 \| 30:38 – Martinez (Larkin) \| \| \| 1–6 \| 36:40 – Lee (Larkin, Gaudreau) \| \| \| 1–7 \| 39:08 – Atkinson (Jensen, Kane) \| \| \| 1–8 \| 42:50 – White (Bonino, Murphy) \| \| K. Olimb (Bonsaksen, Holøs) (PP2) – 46:05 \| 2–8 \| \| \| M. Olimb (Lindström, Bull) – 47:09 \| 3–8 \| \| \| \| 3–9 \| 57:27 – Pionk (Bonino, Kreider) \| |                              |                                         |                             | Játékvezetők: Roman Gofman Tobias Wehrli Vonalbírók: Miroslav Lhotský Sakari Suominen |
| 10 perc | Büntetések                   | 22 perc                                 |                             | Játékvezetők: Roman Gofman Tobias Wehrli Vonalbírók: Miroslav Lhotský Sakari Suominen |
| 26 | Lövések                      | 48                                      |                             | Játékvezetők: Roman Gofman Tobias Wehrli Vonalbírók: Miroslav Lhotský Sakari Suominen |
| | 0–1                          | 08:24 – Kane (McAvoy, Atkinson) (PP)    |                             | Játékvezetők: Roman Gofman Tobias Wehrli Vonalbírók: Miroslav Lhotský Sakari Suominen |
| | 0–2                          | 12:18 – Kane (DeBrincat, Atkinson) (PP) |                             | Játékvezetők: Roman Gofman Tobias Wehrli Vonalbírók: Miroslav Lhotský Sakari Suominen |
| | 0–3                          | 15:25 – McAvoy (DeBrincat)              |                             | Játékvezetők: Roman Gofman Tobias Wehrli Vonalbírók: Miroslav Lhotský Sakari Suominen |
| | 0–4                          | 21:03 – Larkin (PP)                     |                             |                                                                                       |
| Forsberg (Lindström) – 27:00 | 1–4                          |                                         |                             |                                                                                       |
| | 1–5                          | 30:38 – Martinez (Larkin)               |                             |                                                                                       |
| | 1–6                          | 36:40 – Lee (Larkin, Gaudreau)          |                             |                                                                                       |
| | 1–7                          | 39:08 – Atkinson (Jensen, Kane)         |                             |                                                                                       |
| | 1–8                          | 42:50 – White (Bonino, Murphy)          |                             |                                                                                       |
| K. Olimb (Bonsaksen, Holøs) (PP2) – 46:05 | 2–8                          |                                         |                             |                                                                                       |
| M. Olimb (Lindström, Bull) – 47:09 | 3–8                          |                                         |                             |                                                                                       |
| | 3–9                          | 57:27 – Pionk (Bonino, Kreider)         |                             |                                                                                       |

| 2018. május 13. 20:15 | Németország | 3–2 (h.u.) (0–1, 2–0, 0–1) (h.u.: 1–0) | Finnország | Jyske Bank Boxen, Herning Nézőszám: 5077 |

| Jegyzőkönyv | Jegyzőkönyv          | Jegyzőkönyv                             | Jegyzőkönyv | Jegyzőkönyv                                                                  |
| --- | -------------------- | --------------------------------------- | ----------- | ---------------------------------------------------------------------------- |
| | Mathias Niederberger | Kapusok                                 | Ville Husso | Játékvezetők: Oliver Gouin Jan Hribik Vonalbírók: Nicolas Fluri Gleb Lazarev |
| \| \| 0–1 \| 02:26 – Tolvanen (Riikola) \| \| Tiffels (Y. Seidenberg, Michaelis) – 25:56 \| 1–1 \| \| \| Krupp (Hager, Eisenschmid) – 38:48 \| 2–1 \| \| \| \| 2–2 \| 57:54 – Aho (Granlund, Teräväinen) (PP) \| \| Eisenschmid (Kahun) – 62:00 \| 3–2 \| \| |                      |                                         |             | Játékvezetők: Oliver Gouin Jan Hribik Vonalbírók: Nicolas Fluri Gleb Lazarev |
| 6 perc | Büntetések           | 4 perc                                  |             | Játékvezetők: Oliver Gouin Jan Hribik Vonalbírók: Nicolas Fluri Gleb Lazarev |
| 15 | Lövések              | 38                                      |             | Játékvezetők: Oliver Gouin Jan Hribik Vonalbírók: Nicolas Fluri Gleb Lazarev |
| | 0–1                  | 02:26 – Tolvanen (Riikola)              |             | Játékvezetők: Oliver Gouin Jan Hribik Vonalbírók: Nicolas Fluri Gleb Lazarev |
| Tiffels (Y. Seidenberg, Michaelis) – 25:56 | 1–1                  |                                         |             | Játékvezetők: Oliver Gouin Jan Hribik Vonalbírók: Nicolas Fluri Gleb Lazarev |
| Krupp (Hager, Eisenschmid) – 38:48 | 2–1                  |                                         |             | Játékvezetők: Oliver Gouin Jan Hribik Vonalbírók: Nicolas Fluri Gleb Lazarev |
| | 2–2                  | 57:54 – Aho (Granlund, Teräväinen) (PP) |             |                                                                              |
| Eisenschmid (Kahun) – 62:00 | 3–2                  |                                         |             |                                                                              |

| 2018. május 14. 16:15 | Dél-Korea | 0–3 (0–1, 0–0, 0–2) | Norvégia | Jyske Bank Boxen, Herning Nézőszám: 3330 |

| Jegyzőkönyv | Jegyzőkönyv | Jegyzőkönyv                                 | Jegyzőkönyv | Jegyzőkönyv                                                                          |
| --- | ----------- | ------------------------------------------- | ----------- | ------------------------------------------------------------------------------------ |
| | Matt Dalton | Kapusok                                     | Lars Haugen | Játékvezetők: Brett Iverson Mikko Kaukokari Vonalbírók: Dmitri Golyak Dustin McCrank |
| \| \| 0–1 \| 13:35 – Lindström (M. Olimb, Espeland) (PP) \| \| \| 0–2 \| 46:55 – Valkvæ Olsen (Bastiansen, Espeland) \| \| \| 0–3 \| 50:02 – Holøs (K. Olimb, Thoresen) (PP) \| |             |                                             |             | Játékvezetők: Brett Iverson Mikko Kaukokari Vonalbírók: Dmitri Golyak Dustin McCrank |
| 12 perc | Büntetések  | 2 perc                                      |             | Játékvezetők: Brett Iverson Mikko Kaukokari Vonalbírók: Dmitri Golyak Dustin McCrank |
| 17 | Lövések     | 30                                          |             | Játékvezetők: Brett Iverson Mikko Kaukokari Vonalbírók: Dmitri Golyak Dustin McCrank |
| | 0–1         | 13:35 – Lindström (M. Olimb, Espeland) (PP) |             | Játékvezetők: Brett Iverson Mikko Kaukokari Vonalbírók: Dmitri Golyak Dustin McCrank |
| | 0–2         | 46:55 – Valkvæ Olsen (Bastiansen, Espeland) |             | Játékvezetők: Brett Iverson Mikko Kaukokari Vonalbírók: Dmitri Golyak Dustin McCrank |
| | 0–3         | 50:02 – Holøs (K. Olimb, Thoresen) (PP)     |             | Játékvezetők: Brett Iverson Mikko Kaukokari Vonalbírók: Dmitri Golyak Dustin McCrank |

| 2018. május 14. 20:15 | Kanada | 2–1 (h.u.) (1–0, 0–0, 0–1) (h.u.: 1–0) | Lettország | Jyske Bank Boxen, Herning Nézőszám: 2966 |

| Jegyzőkönyv | Jegyzőkönyv   | Jegyzőkönyv                           | Jegyzőkönyv         | Jegyzőkönyv                                                                           |
| --- | ------------- | ------------------------------------- | ------------------- | ------------------------------------------------------------------------------------- |
| | Darcy Kuemper | Kapusok                               | Kristers Gudļevskis | Játékvezetők: Stephen Reneau Tobias Wehrli Vonalbírók: Andreas Malmqvist Peter Šefčík |
| \| Beauvillier (Pageau, Barzal) – 02:51 \| 1–0 \| \| \| \| 1–1 \| 41:50 – Rubīns (Ro. Bukarts, Bļugers) \| \| McDavid (Nugent-Hopkins) – 60:46 \| 2–1 \| \| |               |                                       |                     | Játékvezetők: Stephen Reneau Tobias Wehrli Vonalbírók: Andreas Malmqvist Peter Šefčík |
| 4 perc | Büntetések    | 4 perc                                |                     | Játékvezetők: Stephen Reneau Tobias Wehrli Vonalbírók: Andreas Malmqvist Peter Šefčík |
| 33 | Lövések       | 15                                    |                     | Játékvezetők: Stephen Reneau Tobias Wehrli Vonalbírók: Andreas Malmqvist Peter Šefčík |
| Beauvillier (Pageau, Barzal) – 02:51 | 1–0           |                                       |                     | Játékvezetők: Stephen Reneau Tobias Wehrli Vonalbírók: Andreas Malmqvist Peter Šefčík |
| | 1–1           | 41:50 – Rubīns (Ro. Bukarts, Bļugers) |                     | Játékvezetők: Stephen Reneau Tobias Wehrli Vonalbírók: Andreas Malmqvist Peter Šefčík |
| McDavid (Nugent-Hopkins) – 60:46 | 2–1           |                                       |                     | Játékvezetők: Stephen Reneau Tobias Wehrli Vonalbírók: Andreas Malmqvist Peter Šefčík |

| 2018. május 15. 12:15 | Finnország | 6–2 (2–0, 1–0, 3–2) | Egyesült Államok | Jyske Bank Boxen, Herning Nézőszám: 6343 |

| Jegyzőkönyv | Jegyzőkönyv  | Jegyzőkönyv                    | Jegyzőkönyv   | Jegyzőkönyv                                                                                |
| --- | ------------ | ------------------------------ | ------------- | ------------------------------------------------------------------------------------------ |
| | Harri Säteri | Kapusok                        | Keith Kinkaid | Játékvezetők: Brett Iverson Mikael Sjöqvist Vonalbírók: Miroslav Lhotský Andreas Malmqvist |
| \| Aho (Savinainen) – 10:17 \| 1–0 \| \| \| Aho (Nutivaara) – 17:15 \| 2–0 \| \| \| Rantanen (Nutivaara, Granlund) – 37:51 \| 3–0 \| \| \| Anttila (Manninen) – 47:42 \| 4–0 \| \| \| \| 4–1 \| 51:33 – Kane (McAvoy) (PP, EA) \| \| Kapanen (Tolvanen, Savinainen) (PP) – 53:57 \| 5–1 \| \| \| \| 5–2 \| 54:44 – Ryan (McAvoy, Kreider) \| \| Aho (Kivistö) (ENG) – 56:45 \| 6–2 \| \| |              |                                |               | Játékvezetők: Brett Iverson Mikael Sjöqvist Vonalbírók: Miroslav Lhotský Andreas Malmqvist |
| 8 perc | Büntetések   | 10 perc                        |               | Játékvezetők: Brett Iverson Mikael Sjöqvist Vonalbírók: Miroslav Lhotský Andreas Malmqvist |
| 36 | Lövések      | 37                             |               | Játékvezetők: Brett Iverson Mikael Sjöqvist Vonalbírók: Miroslav Lhotský Andreas Malmqvist |
| Aho (Savinainen) – 10:17 | 1–0          |                                |               | Játékvezetők: Brett Iverson Mikael Sjöqvist Vonalbírók: Miroslav Lhotský Andreas Malmqvist |
| Aho (Nutivaara) – 17:15 | 2–0          |                                |               | Játékvezetők: Brett Iverson Mikael Sjöqvist Vonalbírók: Miroslav Lhotský Andreas Malmqvist |
| Rantanen (Nutivaara, Granlund) – 37:51 | 3–0          |                                |               | Játékvezetők: Brett Iverson Mikael Sjöqvist Vonalbírók: Miroslav Lhotský Andreas Malmqvist |
| Anttila (Manninen) – 47:42 | 4–0          |                                |               |                                                                                            |
| | 4–1          | 51:33 – Kane (McAvoy) (PP, EA) |               |                                                                                            |
| Kapanen (Tolvanen, Savinainen) (PP) – 53:57 | 5–1          |                                |               |                                                                                            |
| | 5–2          | 54:44 – Ryan (McAvoy, Kreider) |               |                                                                                            |
| Aho (Kivistö) (ENG) – 56:45 | 6–2          |                                |               |                                                                                            |

| 2018. május 15. 16:15 | Kanada | 3–0 (1–0, 1–0, 1–0) | Németország | Jyske Bank Boxen, Herning Nézőszám: 6200 |

| Jegyzőkönyv | Jegyzőkönyv   | Jegyzőkönyv | Jegyzőkönyv    | Jegyzőkönyv                                                                      |
| --- | ------------- | ----------- | -------------- | -------------------------------------------------------------------------------- |
| | Darcy Kuemper | Kapusok     | Niklas Treutle | Játékvezetők: Roman Gofman Stephen Reneau Vonalbírók: Nicolas Fluri Gleb Lazarev |
| \| Schenn (Nugent-Hopkins, McDavid) – 00:20 \| 1–0 \| \| \| Nugent-Hopkins (McDavid, Ekblad) – 28:14 \| 2–0 \| \| \| Jost (Edmundson) – 49:48 \| 3–0 \| \| |               |             |                | Játékvezetők: Roman Gofman Stephen Reneau Vonalbírók: Nicolas Fluri Gleb Lazarev |
| 4 perc | Büntetések    | 6 perc      |                | Játékvezetők: Roman Gofman Stephen Reneau Vonalbírók: Nicolas Fluri Gleb Lazarev |
| 30 | Lövések       | 12          |                | Játékvezetők: Roman Gofman Stephen Reneau Vonalbírók: Nicolas Fluri Gleb Lazarev |
| Schenn (Nugent-Hopkins, McDavid) – 00:20 | 1–0           |             |                | Játékvezetők: Roman Gofman Stephen Reneau Vonalbírók: Nicolas Fluri Gleb Lazarev |
| Nugent-Hopkins (McDavid, Ekblad) – 28:14 | 2–0           |             |                | Játékvezetők: Roman Gofman Stephen Reneau Vonalbírók: Nicolas Fluri Gleb Lazarev |
| Jost (Edmundson) – 49:48 | 3–0           |             |                | Játékvezetők: Roman Gofman Stephen Reneau Vonalbírók: Nicolas Fluri Gleb Lazarev |

| 2018. május 15. 20:15 | Lettország | 1–0 (1–0, 0–0, 0–0) | Dánia | Jyske Bank Boxen, Herning Nézőszám: 10 800 |

| Jegyzőkönyv                                | Jegyzőkönyv      | Jegyzőkönyv | Jegyzőkönyv       | Jegyzőkönyv                                                                         |
| ------------------------------------------ | ---------------- | ----------- | ----------------- | ----------------------------------------------------------------------------------- |
|                                            | Elvis Merzļikins | Kapusok     | Frederik Andersen | Játékvezetők: Antonín Jeřábek Jozef Kubuš Vonalbírók: Dmitri Golyak Sakari Suominen |
| \| Džeriņš (Indrašis) – 09:14 \| 1–0 \| \| |                  |             |                   | Játékvezetők: Antonín Jeřábek Jozef Kubuš Vonalbírók: Dmitri Golyak Sakari Suominen |
| 2 perc                                     | Büntetések       | 16 perc     |                   | Játékvezetők: Antonín Jeřábek Jozef Kubuš Vonalbírók: Dmitri Golyak Sakari Suominen |
| 28                                         | Lövések          | 19          |                   | Játékvezetők: Antonín Jeřábek Jozef Kubuš Vonalbírók: Dmitri Golyak Sakari Suominen |
| Džeriņš (Indrašis) – 09:14                 | 1–0              |             |                   | Játékvezetők: Antonín Jeřábek Jozef Kubuš Vonalbírók: Dmitri Golyak Sakari Suominen |

## Egyenes kieséses szakasz
|  |              |                  |                  |                  |   |            |            |                  |                  |               |               |       |       |
|  | Negyeddöntők | Negyeddöntők     | Negyeddöntők     |                  |   | Elődöntők  | Elődöntők  | Elődöntők        |                  |               | Döntő         | Döntő | Döntő |
|  | Negyeddöntők | Negyeddöntők     | Negyeddöntők     |                  |   | Elődöntők  | Elődöntők  | Elődöntők        |                  |               | Döntő         | Döntő | Döntő |
|  | május 17.    |                  |                  |                  |   |            |            |                  |                  |               |               |       |       |
|  |              |                  |                  |                  |   |            |            |                  |                  |               |               |       |       |
|  | A1           | Svédország       | 3                |                  |   |            |            |                  |                  |               |               |       |       |
|  | A1           | Svédország       | 3                | május 19.        |   |            |            |                  |                  |               |               |       |       |
|  | B4           | Lettország       | 2                |                  |   |            |            |                  |                  |               |               |       |       |
|  | B4           | Lettország       | 2                |                  |   | Svédország | Svédország | 6                |                  |               |               |       |       |
|  | május 17.    |                  |                  |                  |   | Svédország | Svédország | 6                |                  |               |               |       |       |
|  |              |                  | Egyesült Államok | Egyesült Államok | 0 |            |            |                  |                  |               |               |       |       |
|  | B2           | Egyesült Államok | Egyesült Államok | Egyesült Államok | 0 | 3          |            |                  |                  |               |               |       |       |
|  | B2           | Egyesült Államok |                  |                  |   | 3          | május 20.  |                  |                  |               |               |       |       |
|  | A3           | Csehország       | 2                |                  |   |            |            |                  |                  |               |               |       |       |
|  | A3           | Csehország       | 2                |                  |   | Svédország | Svédország | 3                |                  |               |               |       |       |
|  | május 17.    |                  |                  |                  |   | Svédország | Svédország | 3                |                  |               |               |       |       |
|  |              |                  | Svájc            | Svájc            | 2 |            |            |                  |                  |               |               |       |       |
|  | A2           | Oroszország      | Svájc            | Svájc            | 2 | 4          |            |                  |                  |               |               |       |       |
|  | A2           | Oroszország      | május 19.        |                  |   | 4          |            |                  |                  |               |               |       |       |
|  | B3           | Kanada           | 5                |                  |   |            |            |                  |                  |               |               |       |       |
|  | B3           | Kanada           | 5                |                  |   | Kanada     | Kanada     | 2                | Bronzmérkőzés    | Bronzmérkőzés | Bronzmérkőzés |       |       |
|  | május 17.    |                  |                  |                  |   | Kanada     | Kanada     | 2                | Bronzmérkőzés    | Bronzmérkőzés | Bronzmérkőzés |       |       |
|  |              |                  | Svájc            | Svájc            | 3 |            |            | május 20.        | május 20.        | május 20.     |               |       |       |
|  | B1           | Finnország       | Svájc            | Svájc            | 3 | 2          |            | május 20.        | május 20.        | május 20.     |               |       |       |
|  | B1           | Finnország       |                  |                  |   |            |            | Egyesült Államok | Egyesült Államok | 4             |               |       |       |
|  | A4           | Svájc            | 3                |                  |   |            |            | Egyesült Államok | Egyesült Államok | 4             |               |       |       |
|  | A4           | Svájc            | 3                |                  |   | Kanada     | Kanada     | 1                |                  |               |               |       |       |
|  |              |                  |                  |                  |   | Kanada     | Kanada     | 1                |                  |               |               |       |       |

### Negyeddöntők
Az egyes mérkőzések kezdési idejét a csoportkör befejezése után határozzák meg.
| 2018. május 17. 16:15 | Oroszország | 4–5 (h.u.) (0–1, 2–1, 2–2) (h.u.: 0–1) | Kanada | Royal Arena, Koppenhága Nézőszám: 9017 |

| Jegyzőkönyv | Jegyzőkönyv      | Jegyzőkönyv                                    | Jegyzőkönyv   | Jegyzőkönyv                                                                       |
| --- | ---------------- | ---------------------------------------------- | ------------- | --------------------------------------------------------------------------------- |
| | Igor Shestyorkin | Kapusok                                        | Darcy Kuemper | Játékvezetők: Mark Lemelin Aleksi Rantala Vonalbírók: Brian Oliver Hannu Sormunen |
| \| \| 0–1 \| 04:45 – Parayko (McDavid, Eberle) (PP) \| \| \| 0–2 \| 31:51 – Nugent-Hopkins (McDavid, Parayko) (PP) \| \| Mikheyev (Anisimov, Zaitsev) – 32:53 \| 1–2 \| \| \| Barabanov (Dadonov) (EA) – 37:32 \| 2–2 \| \| \| \| 2–3 \| 47:11 – Turris (Schwartz) \| \| Andronov (Zaitsev, Soshnikov) – 48:44 \| 3–3 \| \| \| \| 3–4 \| 52:36 – Dubois (Jost) \| \| Anisimov (Grigorenko, Zaitsev) – 54:34 \| 4–4 \| \| \| \| 4–5 \| 64:57 – O'Reilly (McDavid, Ekblad) (PP) \| |                  |                                                |               | Játékvezetők: Mark Lemelin Aleksi Rantala Vonalbírók: Brian Oliver Hannu Sormunen |
| 8 perc | Büntetések       | 2 perc                                         |               | Játékvezetők: Mark Lemelin Aleksi Rantala Vonalbírók: Brian Oliver Hannu Sormunen |
| 30 | Lövések          | 41                                             |               | Játékvezetők: Mark Lemelin Aleksi Rantala Vonalbírók: Brian Oliver Hannu Sormunen |
| | 0–1              | 04:45 – Parayko (McDavid, Eberle) (PP)         |               | Játékvezetők: Mark Lemelin Aleksi Rantala Vonalbírók: Brian Oliver Hannu Sormunen |
| | 0–2              | 31:51 – Nugent-Hopkins (McDavid, Parayko) (PP) |               | Játékvezetők: Mark Lemelin Aleksi Rantala Vonalbírók: Brian Oliver Hannu Sormunen |
| Mikheyev (Anisimov, Zaitsev) – 32:53 | 1–2              |                                                |               | Játékvezetők: Mark Lemelin Aleksi Rantala Vonalbírók: Brian Oliver Hannu Sormunen |
| Barabanov (Dadonov) (EA) – 37:32 | 2–2              |                                                |               |                                                                                   |
| | 2–3              | 47:11 – Turris (Schwartz)                      |               |                                                                                   |
| Andronov (Zaitsev, Soshnikov) – 48:44 | 3–3              |                                                |               |                                                                                   |
| | 3–4              | 52:36 – Dubois (Jost)                          |               |                                                                                   |
| Anisimov (Grigorenko, Zaitsev) – 54:34 | 4–4              |                                                |               |                                                                                   |
| | 4–5              | 64:57 – O'Reilly (McDavid, Ekblad) (PP)        |               |                                                                                   |

| 2018. május 17. 16:15 | Egyesült Államok | 3–2 (2–0, 0–2, 1–0) | Csehország | Jyske Bank Boxen, Herning Nézőszám: 4846 |

| Jegyzőkönyv | Jegyzőkönyv   | Jegyzőkönyv                           | Jegyzőkönyv    | Jegyzőkönyv                                                                          |
| --- | ------------- | ------------------------------------- | -------------- | ------------------------------------------------------------------------------------ |
| | Keith Kinkaid | Kapusok                               | Pavel Francouz | Játékvezetők: Mikko Kaukokari Jozef Kubuš Vonalbírók: Dustin McCrank Sakari Suominen |
| \| Kane (Ryan) – 10:36 \| 1–0 \| \| \| Atkinson (Bonino, Gaudreau) – 12:19 \| 2–0 \| \| \| \| 2–1 \| 24:56 – Řepík (Faksa, Gudas) \| \| \| 2–2 \| 30:55 – Nečas (Pastrňák, Hronek) (PP) \| \| Kane (Ryan) – 46:58 \| 3–2 \| \| |               |                                       |                | Játékvezetők: Mikko Kaukokari Jozef Kubuš Vonalbírók: Dustin McCrank Sakari Suominen |
| 10 perc | Büntetések    | 2 perc                                |                | Játékvezetők: Mikko Kaukokari Jozef Kubuš Vonalbírók: Dustin McCrank Sakari Suominen |
| 31 | Lövések       | 26                                    |                | Játékvezetők: Mikko Kaukokari Jozef Kubuš Vonalbírók: Dustin McCrank Sakari Suominen |
| Kane (Ryan) – 10:36 | 1–0           |                                       |                | Játékvezetők: Mikko Kaukokari Jozef Kubuš Vonalbírók: Dustin McCrank Sakari Suominen |
| Atkinson (Bonino, Gaudreau) – 12:19 | 2–0           |                                       |                | Játékvezetők: Mikko Kaukokari Jozef Kubuš Vonalbírók: Dustin McCrank Sakari Suominen |
| | 2–1           | 24:56 – Řepík (Faksa, Gudas)          |                | Játékvezetők: Mikko Kaukokari Jozef Kubuš Vonalbírók: Dustin McCrank Sakari Suominen |
| | 2–2           | 30:55 – Nečas (Pastrňák, Hronek) (PP) |                |                                                                                      |
| Kane (Ryan) – 46:58 | 3–2           |                                       |                |                                                                                      |

| 2018. május 17. 20:15 | Svédország | 3–2 (0–0, 1–1, 2–1) | Lettország | Royal Arena, Koppenhága Nézőszám: 12 490 |

| Jegyzőkönyv | Jegyzőkönyv    | Jegyzőkönyv                   | Jegyzőkönyv      | Jegyzőkönyv                                                                                   |
| --- | -------------- | ----------------------------- | ---------------- | --------------------------------------------------------------------------------------------- |
| | Anders Nilsson | Kapusok                       | Elvis Merzļikins | Játékvezetők: Timothy Mayer Konstantin Olenin Vonalbírók: Lukas Kohlmüller Alexander Otmakhov |
| \| Forsberg (Kempe, Ekman-Larsson) – 26:36 \| 1–0 \| \| \| \| 1–1 \| 31:59 – Bļugers (Ri. Bukarts) \| \| Arvidsson (Ekholm) – 41:49 \| 2–1 \| \| \| Ekman-Larsson (Kempe, Rakell) (PP) – 46:27 \| 3–1 \| \| \| \| 3–2 \| 50:21 – Balcers (Ķēniņš) \| |                |                               |                  | Játékvezetők: Timothy Mayer Konstantin Olenin Vonalbírók: Lukas Kohlmüller Alexander Otmakhov |
| 10 perc | Büntetések     | 2 perc                        |                  | Játékvezetők: Timothy Mayer Konstantin Olenin Vonalbírók: Lukas Kohlmüller Alexander Otmakhov |
| 34 | Lövések        | 24                            |                  | Játékvezetők: Timothy Mayer Konstantin Olenin Vonalbírók: Lukas Kohlmüller Alexander Otmakhov |
| Forsberg (Kempe, Ekman-Larsson) – 26:36 | 1–0            |                               |                  | Játékvezetők: Timothy Mayer Konstantin Olenin Vonalbírók: Lukas Kohlmüller Alexander Otmakhov |
| | 1–1            | 31:59 – Bļugers (Ri. Bukarts) |                  | Játékvezetők: Timothy Mayer Konstantin Olenin Vonalbírók: Lukas Kohlmüller Alexander Otmakhov |
| Arvidsson (Ekholm) – 41:49 | 2–1            |                               |                  | Játékvezetők: Timothy Mayer Konstantin Olenin Vonalbírók: Lukas Kohlmüller Alexander Otmakhov |
| Ekman-Larsson (Kempe, Rakell) (PP) – 46:27 | 3–1            |                               |                  |                                                                                               |
| | 3–2            | 50:21 – Balcers (Ķēniņš)      |                  |                                                                                               |

| 2018. május 17. 20:15 | Finnország | 2–3 (1–0, 0–3, 1–0) | Svájc | Jyske Bank Boxen, Herning Nézőszám: 5634 |

| Jegyzőkönyv | Jegyzőkönyv  | Jegyzőkönyv                         | Jegyzőkönyv     | Jegyzőkönyv                                                                            |
| --- | ------------ | ----------------------------------- | --------------- | -------------------------------------------------------------------------------------- |
| | Harri Säteri | Kapusok                             | Leonardo Genoni | Játékvezetők: Antonín Jeřábek Stephen Reneau Vonalbírók: Gleb Lazarev Miroslav Lhotský |
| \| Nutivaara (Koivisto, Rantanen) – 07:01 \| 1–0 \| \| \| \| 1–1 \| 29:13 – Corvi (Fiala, Niederreiter) \| \| \| 1–2 \| 32:32 – Vermin (Meier) \| \| \| 1–3 \| 33:08 – Hofmann (Moser, Fora) \| \| Rantanen (Savinainen, Aho) (PP) – 48:20 \| 2–3 \| \| |              |                                     |                 | Játékvezetők: Antonín Jeřábek Stephen Reneau Vonalbírók: Gleb Lazarev Miroslav Lhotský |
| 0 perc | Büntetések   | 8 perc                              |                 | Játékvezetők: Antonín Jeřábek Stephen Reneau Vonalbírók: Gleb Lazarev Miroslav Lhotský |
| 34 | Lövések      | 27                                  |                 | Játékvezetők: Antonín Jeřábek Stephen Reneau Vonalbírók: Gleb Lazarev Miroslav Lhotský |
| Nutivaara (Koivisto, Rantanen) – 07:01 | 1–0          |                                     |                 | Játékvezetők: Antonín Jeřábek Stephen Reneau Vonalbírók: Gleb Lazarev Miroslav Lhotský |
| | 1–1          | 29:13 – Corvi (Fiala, Niederreiter) |                 | Játékvezetők: Antonín Jeřábek Stephen Reneau Vonalbírók: Gleb Lazarev Miroslav Lhotský |
| | 1–2          | 32:32 – Vermin (Meier)              |                 | Játékvezetők: Antonín Jeřábek Stephen Reneau Vonalbírók: Gleb Lazarev Miroslav Lhotský |
| | 1–3          | 33:08 – Hofmann (Moser, Fora)       |                 |                                                                                        |
| Rantanen (Savinainen, Aho) (PP) – 48:20 | 2–3          |                                     |                 |                                                                                        |

### Elődöntők
| 2018. május 19. 15:15 | Svédország | 6–0 (1–0, 3–0, 2–0) | Egyesült Államok | Royal Arena, Koppenhága Nézőszám: 12 490 |

| Jegyzőkönyv | Jegyzőkönyv    | Jegyzőkönyv | Jegyzőkönyv   | Jegyzőkönyv                                                                         |
| --- | -------------- | ----------- | ------------- | ----------------------------------------------------------------------------------- |
| | Anders Nilsson | Kapusok     | Keith Kinkaid | Játékvezetők: Roman Gofman Oliver Gouin Vonalbírók: Dustin McCrank Nathan Vanoosten |
| \| Arvidsson (De la Rose, Forsberg) – 14:43 \| 1–0 \| \| \| Pääjärvi (Backlund) (SH) – 27:09 \| 2–0 \| \| \| Hörnqvist (Backlund, Klingberg) (PP) – 30:05 \| 3–0 \| \| \| Janmark-Nylén (Rakell) – 30:16 \| 4–0 \| \| \| Arvidsson (Zibanejad) (ENG) – 51:07 \| 5–0 \| \| \| Kempe (Backlund) – 57:01 \| 6–0 \| \| |                |             |               | Játékvezetők: Roman Gofman Oliver Gouin Vonalbírók: Dustin McCrank Nathan Vanoosten |
| 14 perc | Büntetések     | 6 perc      |               | Játékvezetők: Roman Gofman Oliver Gouin Vonalbírók: Dustin McCrank Nathan Vanoosten |
| 20 | Lövések        | 41          |               | Játékvezetők: Roman Gofman Oliver Gouin Vonalbírók: Dustin McCrank Nathan Vanoosten |
| Arvidsson (De la Rose, Forsberg) – 14:43 | 1–0            |             |               | Játékvezetők: Roman Gofman Oliver Gouin Vonalbírók: Dustin McCrank Nathan Vanoosten |
| Pääjärvi (Backlund) (SH) – 27:09 | 2–0            |             |               | Játékvezetők: Roman Gofman Oliver Gouin Vonalbírók: Dustin McCrank Nathan Vanoosten |
| Hörnqvist (Backlund, Klingberg) (PP) – 30:05 | 3–0            |             |               | Játékvezetők: Roman Gofman Oliver Gouin Vonalbírók: Dustin McCrank Nathan Vanoosten |
| Janmark-Nylén (Rakell) – 30:16 | 4–0            |             |               |                                                                                     |
| Arvidsson (Zibanejad) (ENG) – 51:07 | 5–0            |             |               |                                                                                     |
| Kempe (Backlund) – 57:01 | 6–0            |             |               |                                                                                     |

| 2018. május 19. 19:15 | Kanada | 2–3 (0–1, 1–1, 1–1) | Svájc | Royal Arena, Koppenhága Nézőszám: 12 166 |

| Jegyzőkönyv | Jegyzőkönyv   | Jegyzőkönyv                           | Jegyzőkönyv     | Jegyzőkönyv                                                                         |
| --- | ------------- | ------------------------------------- | --------------- | ----------------------------------------------------------------------------------- |
| | Darcy Kuemper | Kapusok                               | Leonardo Genoni | Játékvezetők: Mikko Kaukokari Jozef Kubuš Vonalbírók: Miroslav Lhotský Brian Oliver |
| \| \| 0–1 \| 18:41 – Scherwey (Untersander, Kukan) \| \| Horvat (Dubois, Pageau) – 27:20 \| 1–1 \| \| \| \| 1–2 \| 29:40 – Hofmann (Fiala, Andrighetto) \| \| \| 1–3 \| 44:14 – Haas (Andrighetto, Diaz) (PP) \| \| Parayko (McDavid, Schenn) (EA) – 57:53 \| 2–3 \| \| |               |                                       |                 | Játékvezetők: Mikko Kaukokari Jozef Kubuš Vonalbírók: Miroslav Lhotský Brian Oliver |
| 6 perc | Büntetések    | 2 perc                                |                 | Játékvezetők: Mikko Kaukokari Jozef Kubuš Vonalbírók: Miroslav Lhotský Brian Oliver |
| 45 | Lövések       | 17                                    |                 | Játékvezetők: Mikko Kaukokari Jozef Kubuš Vonalbírók: Miroslav Lhotský Brian Oliver |
| | 0–1           | 18:41 – Scherwey (Untersander, Kukan) |                 | Játékvezetők: Mikko Kaukokari Jozef Kubuš Vonalbírók: Miroslav Lhotský Brian Oliver |
| Horvat (Dubois, Pageau) – 27:20 | 1–1           |                                       |                 | Játékvezetők: Mikko Kaukokari Jozef Kubuš Vonalbírók: Miroslav Lhotský Brian Oliver |
| | 1–2           | 29:40 – Hofmann (Fiala, Andrighetto)  |                 | Játékvezetők: Mikko Kaukokari Jozef Kubuš Vonalbírók: Miroslav Lhotský Brian Oliver |
| | 1–3           | 44:14 – Haas (Andrighetto, Diaz) (PP) |                 |                                                                                     |
| Parayko (McDavid, Schenn) (EA) – 57:53 | 2–3           |                                       |                 |                                                                                     |

### Bronzmérkőzés
| 2018. május 20. 15:45 | Egyesült Államok | 4–1 (0–0, 1–1, 3–0) | Kanada | Royal Arena, Koppenhága Nézőszám: 12 111 |

| Jegyzőkönyv | Jegyzőkönyv   | Jegyzőkönyv                     | Jegyzőkönyv       | Jegyzőkönyv                                                                            |
| --- | ------------- | ------------------------------- | ----------------- | -------------------------------------------------------------------------------------- |
| | Keith Kinkaid | Kapusok                         | Curtis McElhinney | Játékvezetők: Mikko Kaukokari Jozef Kubuš Vonalbírók: Miroslav Lhotský Sakari Suominen |
| \| Kreider (Larkin, DeBrincat) (PP) – 26:40 \| 1–0 \| \| \| \| 1–1 \| 38:06 – Vlasic (Horvat, Turris) \| \| Bonino (Kane) (PP) – 53:21 \| 2–1 \| \| \| Lee (McAvoy) (ENG) – 57:45 \| 3–1 \| \| \| Kreider (ENG) – 58:18 \| 4–1 \| \| |               |                                 |                   | Játékvezetők: Mikko Kaukokari Jozef Kubuš Vonalbírók: Miroslav Lhotský Sakari Suominen |
| 4 perc | Büntetések    | 14 perc                         |                   | Játékvezetők: Mikko Kaukokari Jozef Kubuš Vonalbírók: Miroslav Lhotský Sakari Suominen |
| 37 | Lövések       | 25                              |                   | Játékvezetők: Mikko Kaukokari Jozef Kubuš Vonalbírók: Miroslav Lhotský Sakari Suominen |
| Kreider (Larkin, DeBrincat) (PP) – 26:40 | 1–0           |                                 |                   | Játékvezetők: Mikko Kaukokari Jozef Kubuš Vonalbírók: Miroslav Lhotský Sakari Suominen |
| | 1–1           | 38:06 – Vlasic (Horvat, Turris) |                   | Játékvezetők: Mikko Kaukokari Jozef Kubuš Vonalbírók: Miroslav Lhotský Sakari Suominen |
| Bonino (Kane) (PP) – 53:21 | 2–1           |                                 |                   | Játékvezetők: Mikko Kaukokari Jozef Kubuš Vonalbírók: Miroslav Lhotský Sakari Suominen |
| Lee (McAvoy) (ENG) – 57:45 | 3–1           |                                 |                   |                                                                                        |
| Kreider (ENG) – 58:18 | 4–1           |                                 |                   |                                                                                        |

### Döntő
| 2018. május 20. 20:15 | Svédország | 3–2 (sz.) (1–1, 1–1, 0–0) (h.u.: 0–0) (sz.: 1–0) | Svájc | Royal Arena, Koppenhága Nézőszám: 12 490 |

| Jegyzőkönyv | Jegyzőkönyv    | Jegyzőkönyv                               | Jegyzőkönyv     | Jegyzőkönyv                                                                       |
| --- | -------------- | ----------------------------------------- | --------------- | --------------------------------------------------------------------------------- |
| | Anders Nilsson | Kapusok                                   | Leonardo Genoni | Játékvezetők: Roman Gofman Oliver Gouin Vonalbírók: Gleb Lazarev Nathan Vanoosten |
| \| \| 0–1 \| 16:38 – Niederreiter (Josi, Fiala) \| \| Nyquist (Ekholm) – 17:54 \| 1–1 \| \| \| \| 1–2 \| 23:13 – Meier (Corvi, Josi) (PP) \| \| Zibanejad (Ekman-Larsson) (PP) – 34:53 \| 2–2 \| \| |                |                                           |                 | Játékvezetők: Roman Gofman Oliver Gouin Vonalbírók: Gleb Lazarev Nathan Vanoosten |
| Zibanejad Rakell Ekman-Larsson Forsberg | Szétlövés      | Andrighetto Fiala Corvi Haas Niederreiter |                 | Játékvezetők: Roman Gofman Oliver Gouin Vonalbírók: Gleb Lazarev Nathan Vanoosten |
| 4 perc | Büntetések     | 10 perc                                   |                 | Játékvezetők: Roman Gofman Oliver Gouin Vonalbírók: Gleb Lazarev Nathan Vanoosten |
| 38 | Lövések        | 27                                        |                 | Játékvezetők: Roman Gofman Oliver Gouin Vonalbírók: Gleb Lazarev Nathan Vanoosten |
| | 0–1            | 16:38 – Niederreiter (Josi, Fiala)        |                 | Játékvezetők: Roman Gofman Oliver Gouin Vonalbírók: Gleb Lazarev Nathan Vanoosten |
| Nyquist (Ekholm) – 17:54 | 1–1            |                                           |                 | Játékvezetők: Roman Gofman Oliver Gouin Vonalbírók: Gleb Lazarev Nathan Vanoosten |
| | 1–2            | 23:13 – Meier (Corvi, Josi) (PP)          |                 |                                                                                   |
| Zibanejad (Ekman-Larsson) (PP) – 34:53 | 2–2            |                                           |                 |                                                                                   |

| A 2018-as IIHF jégkorong-világbajnokság győztese |
| ------------------------------------------------ |
| · Svédország · 11. cím                           |

## Végeredmény
| Hely. | Cs | Csapat           | M  | Gy | HGy | HV | V | G+ | G– | Gk  | P  | Végeredmény              |
| ----- | -- | ---------------- | -- | -- | --- | -- | - | -- | -- | --- | -- | ------------------------ |
| 1.    | A  | Svédország       | 10 | 8  | 2   | 0  | 0 | 43 | 13 | +30 | 28 | Aranyérem                |
| 2.    | A  | Svájc            | 10 | 5  | 1   | 2  | 2 | 33 | 26 | +7  | 19 | Ezüstérem                |
| 3.    | B  | Egyesült Államok | 10 | 6  | 2   | 0  | 2 | 46 | 25 | +21 | 22 | Bronzérem                |
| 4.    | B  | Kanada           | 10 | 4  | 2   | 1  | 3 | 40 | 23 | +17 | 17 | Negyedik helyezett       |
|       |    |                  |    |    |     |    |   |    |    |     |    |                          |
| 5.    | B  | Finnország       | 8  | 5  | 0   | 1  | 2 | 40 | 14 | +26 | 16 | Kiesett a negyeddöntőben |
| 6.    | A  | Oroszország      | 8  | 5  | 0   | 2  | 1 | 36 | 15 | +21 | 17 | Kiesett a negyeddöntőben |
| 7.    | A  | Csehország       | 8  | 3  | 3   | 0  | 2 | 29 | 18 | +11 | 15 | Kiesett a negyeddöntőben |
| 8.    | B  | Lettország       | 8  | 3  | 1   | 2  | 2 | 18 | 19 | −1  | 13 | Kiesett a negyeddöntőben |
|       |    |                  |    |    |     |    |   |    |    |     |    |                          |
| 9.    | A  | Szlovákia        | 7  | 3  | 0   | 2  | 2 | 19 | 20 | −1  | 11 | Kiesett a csoportkörben  |
| 10.   | B  | Dánia (R)        | 7  | 3  | 1   | 0  | 3 | 13 | 17 | −4  | 11 | Kiesett a csoportkörben  |
| 11.   | B  | Németország      | 7  | 1  | 1   | 2  | 3 | 16 | 20 | −4  | 7  | Kiesett a csoportkörben  |
| 12.   | A  | Franciaország    | 7  | 2  | 0   | 0  | 5 | 13 | 29 | −16 | 6  | Kiesett a csoportkörben  |
| 13.   | B  | Norvégia         | 7  | 1  | 1   | 1  | 4 | 13 | 31 | −18 | 6  | Kiesett a csoportkörben  |
| 14.   | A  | Ausztria         | 7  | 1  | 0   | 1  | 5 | 13 | 30 | −17 | 4  | Kiesett a csoportkörben  |
|       |    |                  |    |    |     |    |   |    |    |     |    |                          |
| 15.   | A  | Fehéroroszország | 7  | 0  | 0   | 0  | 7 | 8  | 36 | −28 | 0  | Kiesett a divízió I A-ba |
| 16.   | B  | Dél-Korea        | 7  | 0  | 0   | 0  | 7 | 4  | 48 | −44 | 0  | Kiesett a divízió I A-ba |

## Kanadai táblázat
| Játékos          | MSz | G | A  | P  | +/− | B  |
| ---------------- | --- | - | -- | -- | --- | -- |
| Patrick Kane     | 10  | 8 | 12 | 20 | −2  | 0  |
| Sebastian Aho    | 8   | 9 | 9  | 18 | +15 | 2  |
| Connor McDavid   | 10  | 5 | 12 | 17 | +6  | 10 |
| Rickard Rakell   | 10  | 6 | 8  | 14 | +7  | 6  |
| Teuvo Teräväinen | 8   | 5 | 9  | 14 | +14 | 8  |
| Cam Atkinson     | 10  | 7 | 4  | 11 | −3  | 2  |
| Mika Zibanejad   | 10  | 6 | 5  | 11 | +10 | 0  |
| Mikko Rantanen   | 8   | 5 | 6  | 11 | +1  | 6  |
| Mattias Janmark  | 10  | 4 | 6  | 10 | +8  | 8  |
| Chris Kreider    | 10  | 4 | 6  | 10 | +7  | 2  |

Forrás: IIHF.com